# Storia del Ku Klux Klan

Emblema del Ku Klux Klan - Una croce bianca all'interno di un cerchio con la "goccia di sangue" al centro; inscritta talvolta in un quadrato girato di 45°.

La storia del Ku Klux Klan si articola in tre fasi differenti e autonome: la prima inizia nel 1865, subito dopo il termine della guerra di secessione americana e continua fino al 1871 quando le leggi federali dette Enforcement Acts presero serie misure repressive contro l'organizzazione; la seconda inizia nel 1915 con l'incendio di una grande croce di legno e prosegue fino alla seconda guerra mondiale; la terza parte nel secondo dopoguerra e, dopo vari frazionamenti e associazioni più o meno collegate tra loro, pare giungere fino al presente.
Il KKK, o semplicemente Klan, è il nome dato a questi tre movimenti distinti che hanno sostenuto negli Stati Uniti d'America posizioni di reazione estremista, come la cosiddetta supremazia del potere bianco, del nazionalismo bianco, del "nativismo" e, soprattutto nelle successive iterazioni, di identificazione con la "razza nordica", l'antipapismo e l'antisemitismo.
Storicamente il Klan ha utilizzato il terrorismo (definito: "terrorismo cristiano"), dall'aggressione fisica fino all'omicidio, contro gruppi o individui a cui si opponeva. Tutti e tre i movimenti hanno richiesto la "purificazione" della società americana e vengono considerati di estrema destra. Venne inizialmente sostenuto da ampi strati del protestantesimo statunitense.
Il primo Klan prosperò negli Stati Uniti meridionali alla fine degli anni 1860, per estinguersi pochi anni dopo grazie anche alle forti contromisure assunte in sede federale. In questo periodo cercò di rovesciare i governi statali del Sud, nelle mani del Partito Repubblicano durante l'Era della ricostruzione, utilizzando innanzitutto la violenza contro i leader afroamericani. Con numerose sezioni sparsi in tutto il profondo Sud, venne soppresso attorno al 1871 attraverso una severa legge federale, il Civil Rights Act. I membri adottarono costumi spesso pittoreschi e riccamente colorati, tuniche, maschere e cappelli conici, progettati con il duplice intento d'incutere il terrore e nascondere le loro identità.

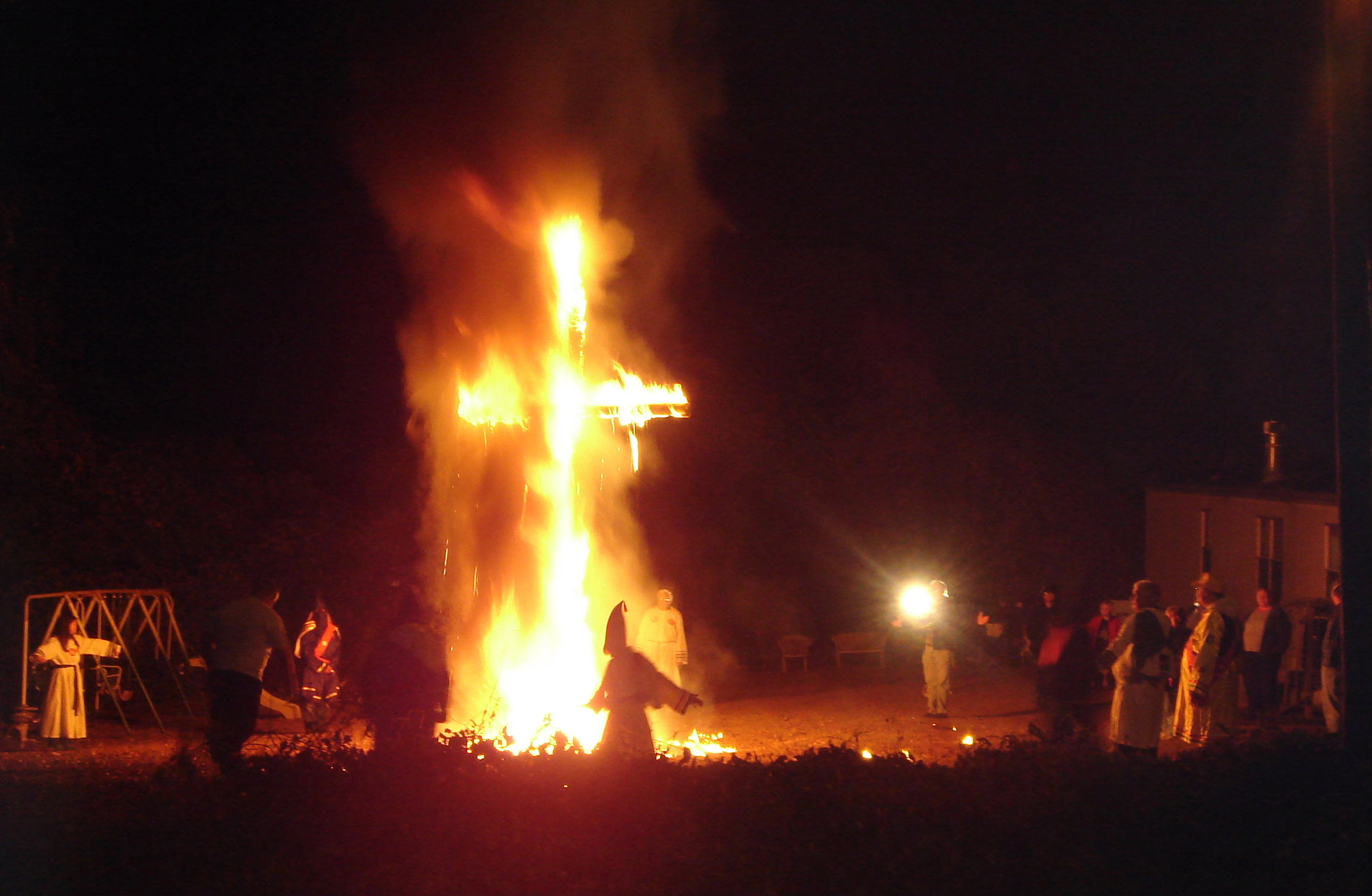
Uomini e donne del KKK in circolo attorno alla croce incendiata (2005).

Il secondo gruppo venne fondato nel 1915 e fu attivo a livello nazionale tra l'inizio e la metà degli anni venti, in particolare nelle aree urbane a maggiore densità abitativa degli Stati Uniti d'America medio-occidentali e in quelli occidentali. Radicato nelle comunità protestanti locali si oppose fanaticamente alla Chiesa cattolica e agli ebrei, marcando la propria avversione in un momento di elevata immigrazione da paesi soprattutto cattolici dell'Europa meridionale e dell'Europa centrale. Fu questa seconda organizzazione ad adottare il costume bianco e ad usare parole in codice simili a quelle usate dal primo Klan, ma aggiungendovi l'incendio notturno di grandi croci in legno e sfilate di massa a scopo intimidatorio. Giunse ad avere, secondo le stime più affidabili, tra i 3 e i 6 milioni di aderenti negli anni del suo massimo fulgore (1924-25).
La terza ed attuale manifestazione emerse poco dopo la fine della seconda guerra mondiale sotto forma di gruppi locali e isolati tra loro che utilizzarono la dicitura KKK. Questi si concentrarono nell'opposizione al movimento per i diritti civili degli afroamericani, spesso e volentieri utilizzando forme di violenza che giunsero all'omicidio nel tentativo di sopprimerne l'attivismo. Vengono nel loro insieme a tutt'oggi classificati come "gruppi di odio" sia dall'Anti-Defamation League che dal Southern Poverty Law Center.
Nel 2016 l'Anti-Defamation League stimava l'appartenenza totale al Klan a livello nazionale a circa 3.000 unità, mentre per il Southern Poverty Law Center la cifra sarebbe superiore, anche il doppio. Le stime medie variano tra i 5 e gli 8.000 affiliati.
Sia la seconda che la terza incarnazione del Klan fecero frequenti riferimenti al sangue "anglosassone" americano, riprendendo in gran parte l'ideologia del nativismo del XIX secolo. Anche se i membri del KKK s'impegnano formalmente a sostenere la "morale cristiana", praticamente tutte le confessioni cristiane lo hanno ufficialmente denunciato e condannato.

## Primo KKK

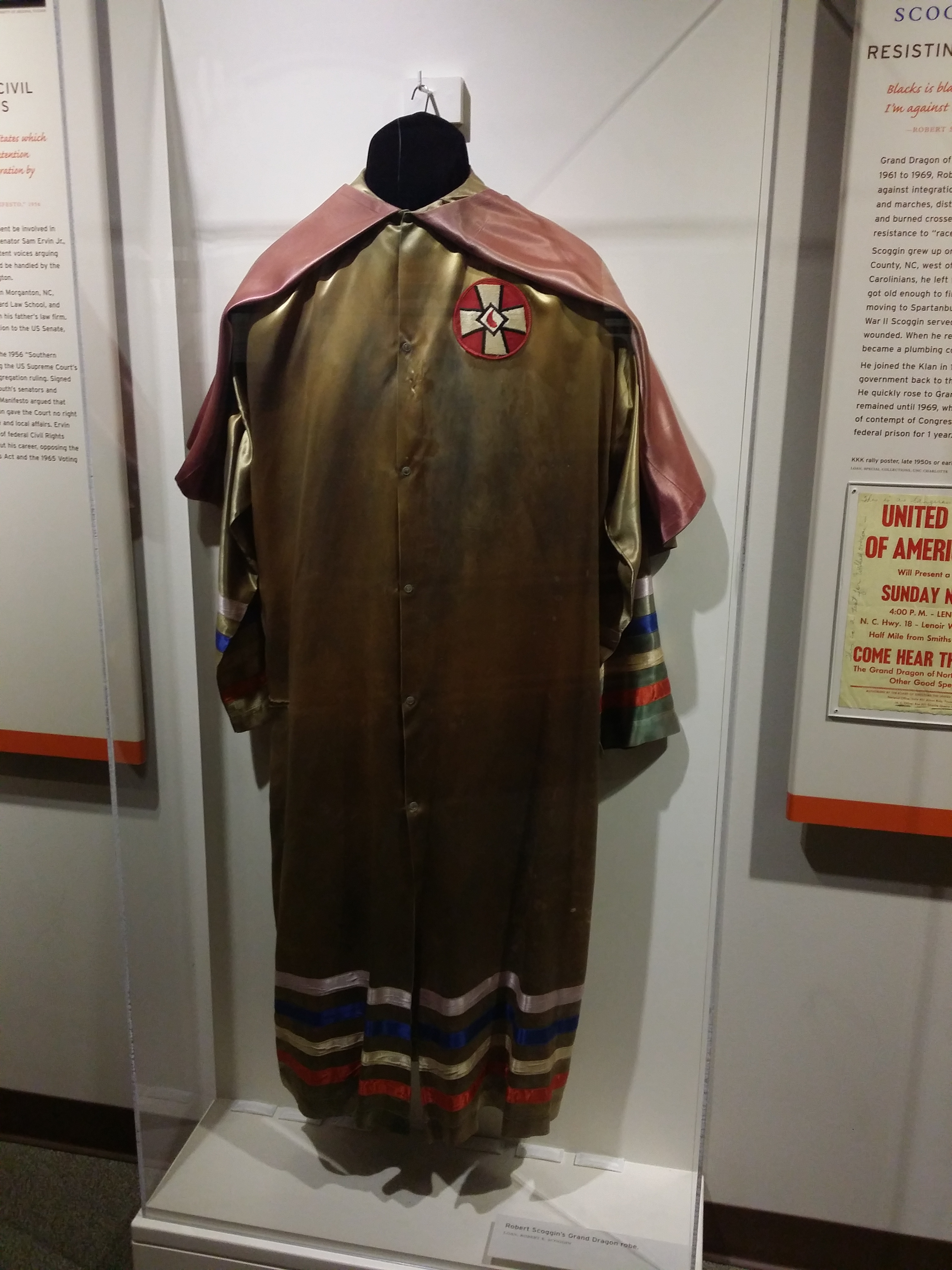
Costume del primo KKK al museo della Carolina del Nord.

La prima incarnazione del Klan vide la luce a Pulaski (Tennessee), con molta probabilità tra il dicembre del 1865 e l'agosto dell'anno successivo, per opera di sei ex ufficiali del Confederate States Army come "confraternita sociale" ispirata ai "Figli di Malta" a quel tempo oramai largamente liquidati. Prese in prestito parte delle cerimonie iniziatiche proprio da quel gruppo e con lo stesso scopo. Secondo l'autore Albert Stevens (1907) ""iniziazioni ridicole, l'imbarazzo dell'opinione pubblica e svago criminaloide per i suoi membri, questi erano gli unici obiettivi del Klan".
Il nome derivò probabilmente dalla parola della lingua greca kuklos (κύκλος), che significa "cerchio"; lo stesso termine venne precedentemente utilizzato per indicare altre confraternite del profondo Sud, come i "Kuklos Adelphon" del 1812. Il manuale dei rituali venne fatto stampare da un certo Laps D. McCord a Pulaski.
Secondo quanto riporta The Cyclopædia of Fraternities (1907) "a partire dall'aprile del 1867 vi fu una trasformazione graduale [...] I membri avevano inventato un vero Frankenstein, avevano giocato con una macchina mista di forza e mistero, sebbene organizzato in un modo completamente innocente, e si fecero sopraffare dalla convinzione che qualcosa doveva trovarsi dietro di tutto ciò - che, dopo tutto, c'era un obiettivo serio, un lavoro da fare per il Klan".
Sebbene la struttura organizzativa rimanesse sostanzialmente a livello locale, gruppi del tutto simili germinarono in tutto il Sud giungendo ad adottare lo stesso nome e uguali metodologie ispirate al terrorismo. Tali gruppi di diffusero come movimenti d'insurrezione che promuovevano la resistenza e la supremazia del potere bianco durante l'Era della ricostruzione. Ad esempio il veterano confederato John W. Morton fondò una sezione locale a Nashville.

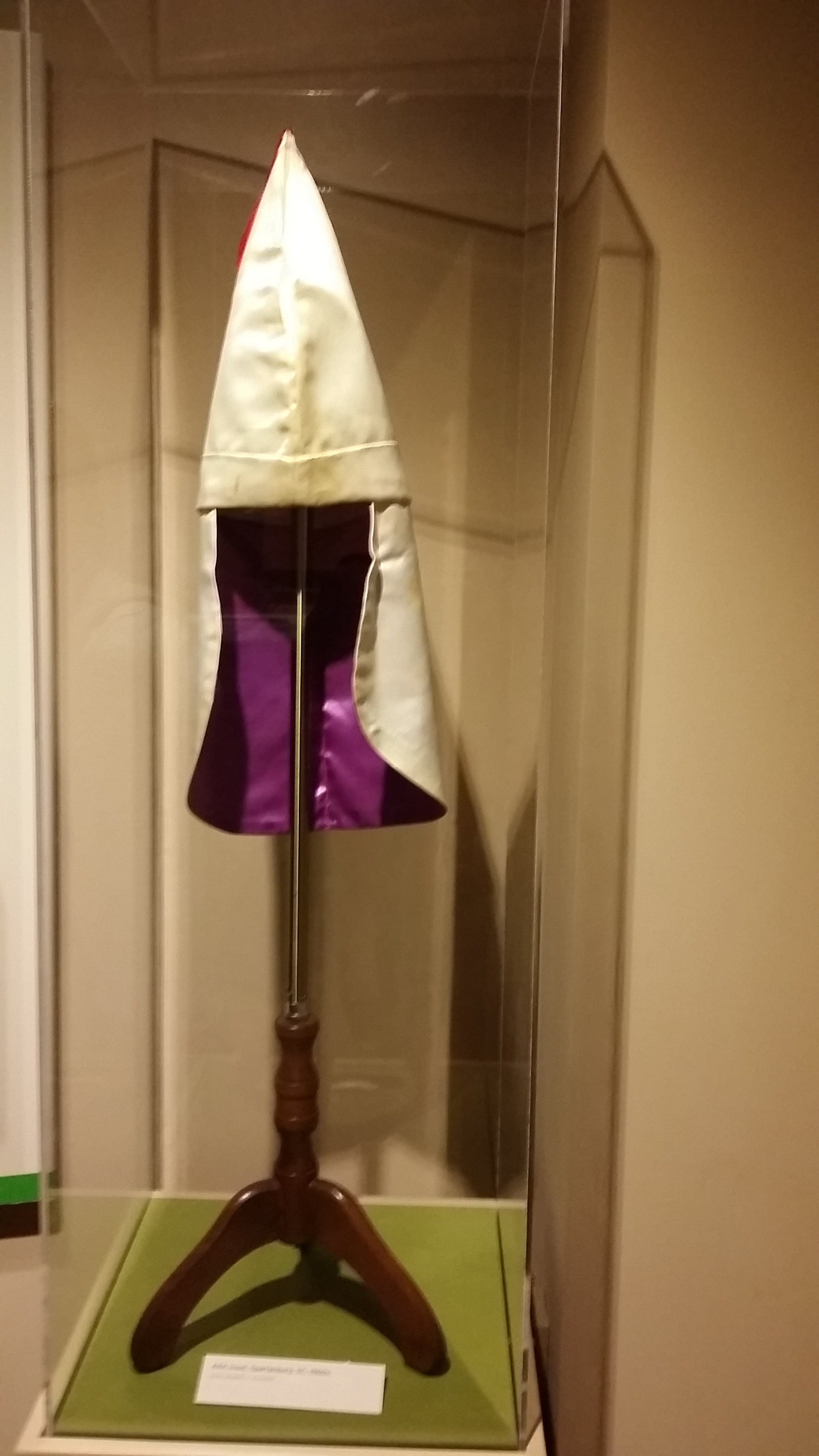
Il copricapo.

Nella sua qualità di società segreta composta da "vigilanti clandestini e giustizieri" il Klan prese come bersaglio gli ex schiavi liberati e i loro alleati; cercò di ripristinare la supremazia dei bianchi americani attraverso minacce, attentati, atti di violenza che si potevano concludere anche con l'omicidio, contro i membri sia bianchi che neri del Partito Repubblicano. Nel biennio 1870-71 il governo federale fece approvare le leggi dette Enforcement Acts, destinate a perseguire per via giudiziaria e a stroncare i crimini commessi dal Klan.
Questa prima fase del KKK ebbe risultati alterni in termini di raggiungimento dei propri obiettivi. Riuscì a indebolire seriamente la classe politica afroamericana tramite omicidi e gravi minacce; fece desistere molti dall'attività politica nel Sud. D'altro canto provocò anche una forte reazione, con la promulgazione di leggi federali che lo storico Eric Foner definisce un successo in termini di "ripristino dell'ordine, rinvigorendo il morale dei repubblicani meridionali e consentendo ai neri di poter esercitare i propri diritti come cittadini".
Lo storico George C. Rable sostiene che il Klan fu un completo fallimento politico e che pertanto venne abbandonato dai leader democratici del Sud: "il Klan è declinato in parte a causa delle debolezze interne; la sua mancanza di organizzazione centrale e il fallimento dei suoi leader nel controllare i suoi elementi maggiormente criminali e sadici. Più fondamentalmente entrò in declino perché non riuscì a raggiungere il suo obiettivo centrale: il rovesciamento dei governi statali repubblicani nel Sud".
Dopo la soppressione del Klan sorsero gruppi simili con uno sfondo di organizzazione paramilitare, espressamente diretti ad impedire il voto repubblicano e a cacciare dai loro incarichi gli eletti; la "White League" sorta in Louisiana nel 1874 e le "Red Shirts" nate nel Mississippi ma con diramazioni anche nella Carolina del Nord e nella Carolina del Sud. Queste ultime sono accreditate di aver aiutato a far eleggere Wade Hampton III a governatore della Carolina del Sud. Entrambe le organizzazioni sono state descritte come bracci militari d'azione del Partito Democratico e viene loro attribuito il sostegno attivo nell'aiutare i bianchi democratici a riprendere il controllo dei parlamenti statali sudisti. Vi furono inoltre migliaia di veterani confederati nei cosiddetti "Rifle Clubs".

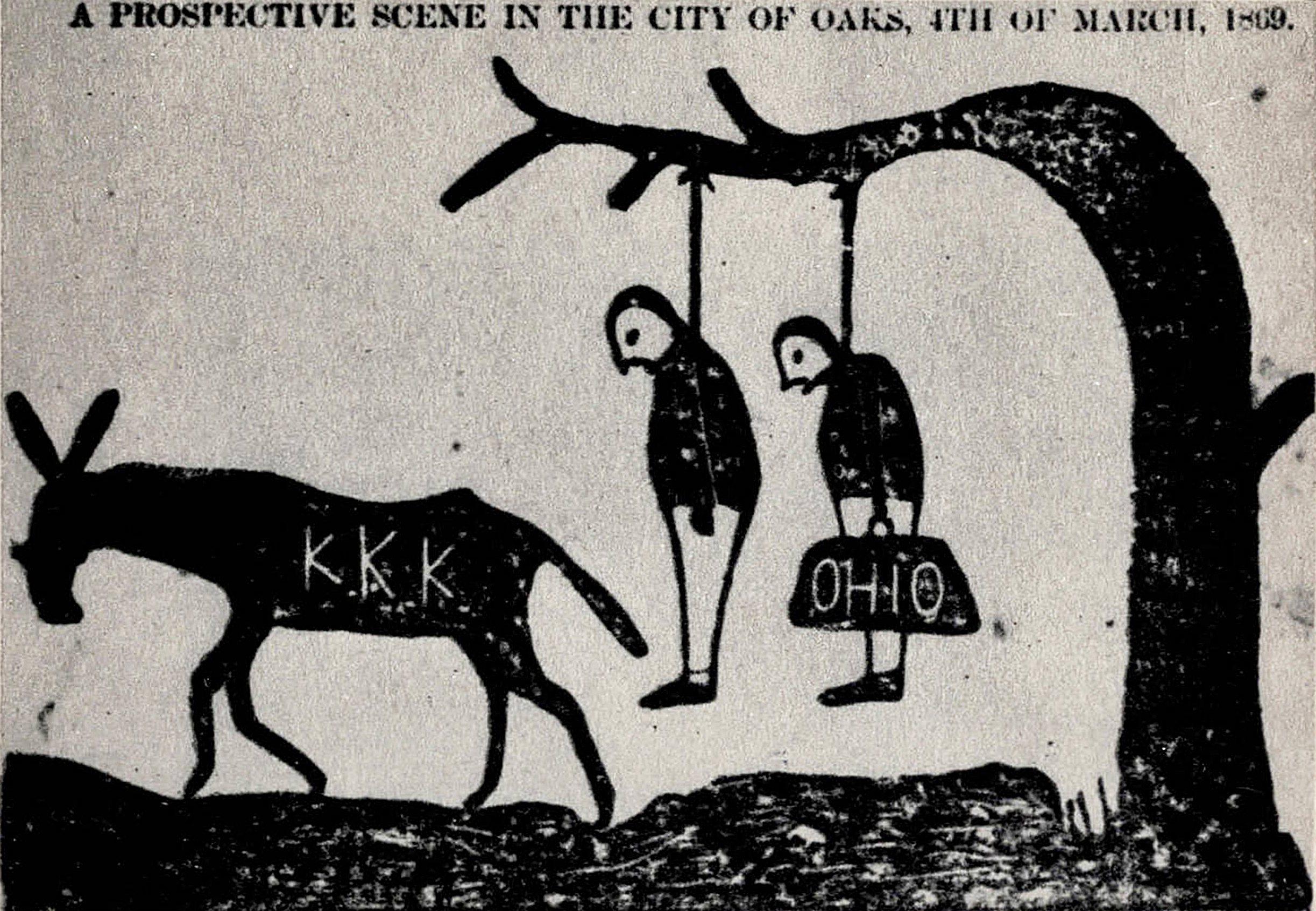
Vignetta che minaccia di linciaggio gli scalawag (a sinistra) e i carpetbagger (a destra) da parte del KKK. È datata 4 marzo 1869, il giorno in cui il presidente degli Stati Uniti d'America Ulysses S. Grant entrò in carica. Tuscaloosa in Alabama, Independent Monitor, 1 settembre 1868. Molta storiografia analizza la vignetta, tra cui Guy W. Hubbs, Searching for Freedom after the Civil War: Klansman, Carpetbagger, Scalawag, and Freedman (2015).

### Creazione e denominazione
Sei veterani confederati di Pulaski (Tennessee) crearono l'originale Ku Klux Klan, secondo la maggior parte delle fonti disponibili, il 24 dicembre del 1865, appena iniziato il periodo detto Era della ricostruzione del Sud dopo la sconfitta sudista nella guerra di secessione americana. Si trattò di uno dei numerosi organismi segreti legati da un giuramento e che utilizzavano sistematicamente la lotta politica violenta; tra di essi vi erano la "Southern Cross" a New Orleans (1865) e i "Cavalieri della camelia bianca" (1867) in Louisiana.
Gli storici generalmente classificano e inquadrano il KKK come parte della violenza insurrezionale dovuta alla guerra civile, legata non solo all'elevato numero di veterani tra la popolazione, ma anche al loro tentativo di controllare la situazione sociale profondamente cambiata, utilizzando mezzi non legali per ripristinare la supremazia della "razza bianca". Nel 1866 il governatore del Mississippi William Lewis Sharkey riferì che il disordine, la mancanza di controllo e l'illegalità erano diffusi; in alcuni Stati vagavano liberamente bande armate di ex soldati confederati. Il Klan usò la violenza pubblica contro gli afroamericani e i loro alleati con fine intimidatorio. Bruciarono abitazioni, aggredirono e ammazzarono i neri, lasciando i loro corpi in mezzo alle strade cittadine.

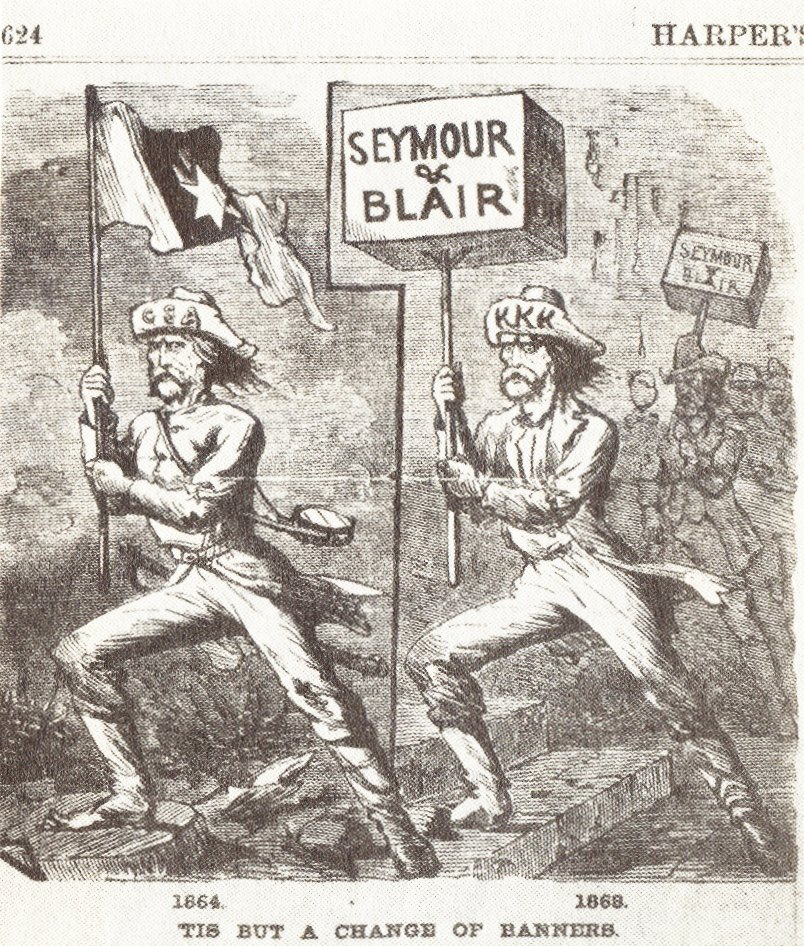
Vignetta politica che raffigura il KKK e il Partito Democratico come continuazioni degli Stati Confederati d'America (per i particolari vedi elezioni presidenziali negli Stati Uniti d'America del 1868).

Durante una riunione del 1867 svoltasi a Nashville i membri del Klan si riunirono per cercare di creare un'organizzazione gerarchica con sezioni locali che facessero riferimento a una sede nazionale. Poiché la maggior parte dei membri erano veterani di guerra, erano già abituati ad una tale gerarchia militare; ma in questa prima fase il Klan non riuscì mai a funzionare sotto una struttura centralizzata. Le sezioni e i gruppi locali rimasero sostanzialmente indipendenti l'uno dall'altro.
L'ex brigadiere generale George Washington Gordon sviluppò lo statuto ("prescript") che sosteneva la convinzione nella supremazia bianca; ad esempio ad un aspirante membro si sarebbe dovuto chiedere se fosse a favore di un "governo bianco" oltre che alla "liberazione dei bianchi del Sud e alla restituzione ai popoli meridionali di tutti i loro diritti". Questo era un riferimento al "giuramento ironclad", che toglieva il diritto di voto ai bianchi che si rifiutavano di giurare di non avevano mai preso le armi contro l'Unione.

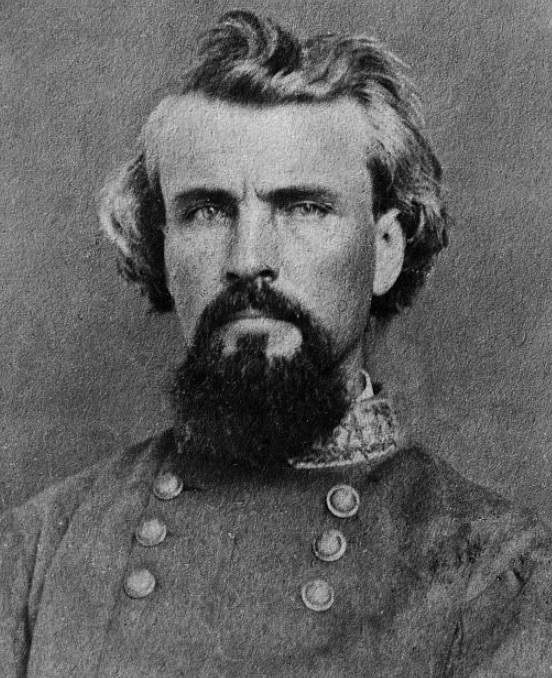
Il sudista Nathan Bedford Forrest, primo "Grand Wizard" del KKK.

Il generale Nathan Bedford Forrest fu eletto "Grand Wizard" (grande mago) e si attribuì il ruolo di capo nazionale del Klan. Nel corso di un'intervista concessa alla stampa nel 1868 Forrest affermò che il Klan si opponeva principalmente all'"Union League", ai governi statali repubblicani, a persone come il governatore del Tennessee William Gannaway Brownlow, oltre che ai carpetbagger e agli scalawag. Sostenne che molti sudisti credevano che i neri stessero votando per i repubblicani perché erano stati ingannati dall'Union League. Il direttore di un giornale dell'Alabama dichiarò che "la League non è altro che un Ku Klux Klan composto da nigger" (termine dispregiativo per additare gli afroamericani).
Nonostante i tentativi di Gordon e Forrest, le unità locali del Klan non accettarono mai il prescript e continuarono ad operare autonomamente; non esistettero mai livelli gerarchici o sedi centrali di comando statali. I membri usarono la violenza per risolvere vecchie questioni personali e faide locali; operarono per ristabilire il dominio bianco generale all'interno della disgregata società postbellica.
La storica Elaine Frantz Parsons descrive così gli appartenenti al Klan:
Lo storico Eric Foner ha osservato:

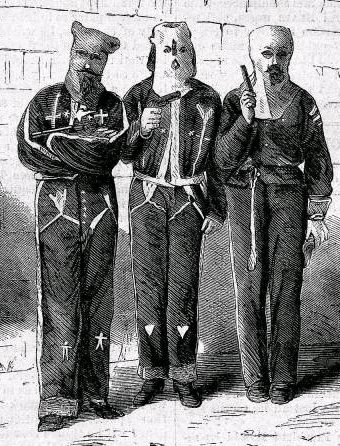
Tre membri del KKK arrestati nella contea di Tishomingo nel Mississippi, settembre 1871, per il tentato omicidio di un'intera famiglia.

A tal fine s'impegnarono per frenare l'educazione, l'avanzamento economico, i diritti di voto e il diritto di acquistare e possedere armi per i neri. Il Klan si diffuse presto in quasi tutti gli Stati Uniti meridionali, avviando un autentico "regno del terrore contro i leader repubblicani sia bianchi che neri. Tra gli uomini politici uccisi dal Klan durante questa loro campagna vi furono James M. Hinds - deputato per l'Arkansas alla Camera dei rappresentanti - tre parlamentari della Carolina del Sud e diversi eletti in convenzioni costituzionali".

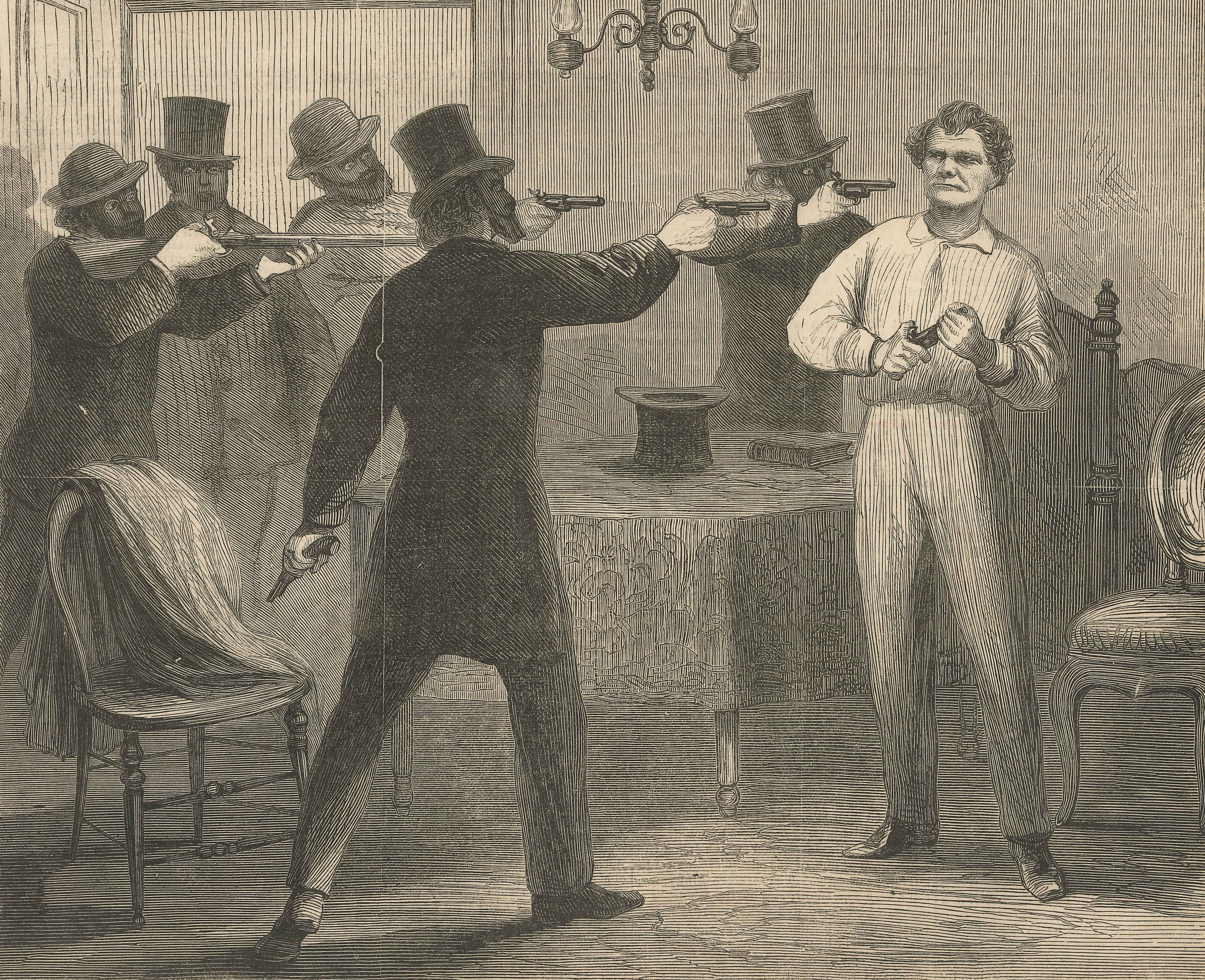
Il repubblicano George W. Ashburn venne assassinato dal KKK per i suoi sentimenti a favore degli afroamericani a Columbus (Georgia) nel 1868.

### Attività
I membri del Klan adottarono maschere e abiti da cerimonia per non far riconoscere la propria identità e per aggiungere drammaticità alle loro cavalcate notturne, poiché attaccavano di notte. Molti di loro furono attivi nelle piccole cittadine e nelle zone rurali dove ogni persona conosceva le facce altrui e talvolta furono comunque riconosciuti grazie al tono della voce e ai gesti e al modo di muoversi: "il genere di cose che gli uomini hanno paura o vergogna di fare apertamente alla luce del giorno, essi la compiono in segreto, mascherati e di notte". I cavalieri notturni del KKK a volte dichiararono di essere i fantasmi dei soldati confederati ritornati nel mondo per potersi vendicare, affermazioni che a loro detta servivano a spaventare ulteriormente i neri superstiziosi. Pochissimi uomini liberi presero sul serio tali millanterie.
Il Klan attaccò principalmente i membri neri dell'Union League e intimidì i repubblicani meridionali e gli operatori del "Freedmen's Bureau". Quando uccidevano i leader politici neri, questi erano spesso anche capi famiglia, guide delle chiese nere e di gruppi comunitari in quanto queste persone svolgevano molti ruoli importanti all'interno delle loro società. Gli agenti del "Freedmen's Bureau" riferirono di assalti e uccisioni di neri ogni settimana.

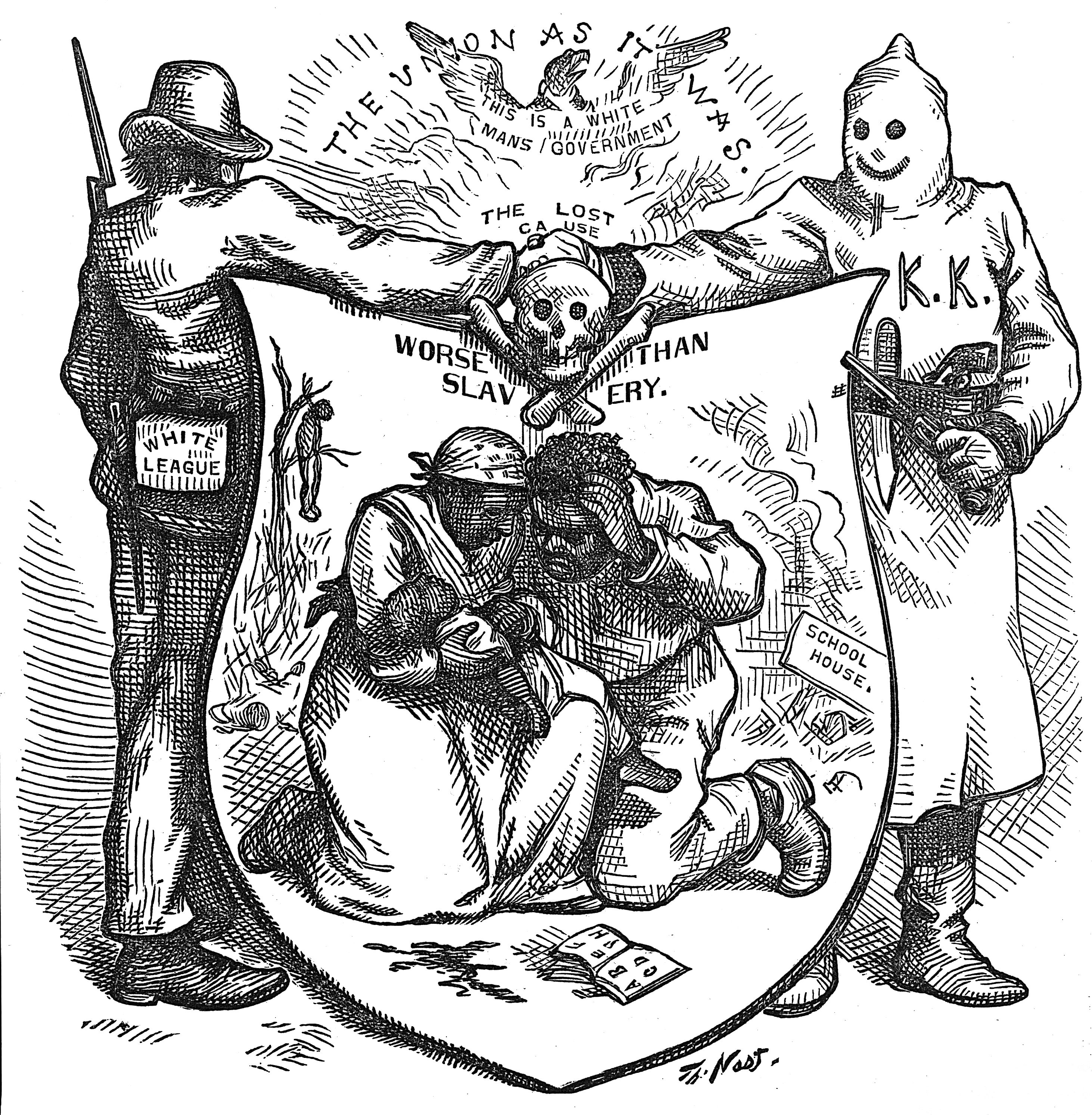
"L'Unione com'era", Harper's Weekly, 10 ottobre del 1874. (Il titolo allude al vecchio slogan della campagna Copperhead del 1862 "L'Unione com'era, la Costituzione così com'è"). Su uno schermo pseudo-araldico vengono ritratti una famiglia nera tra un corpo linciato appeso ad un albero e i resti di una scuola in fiamme, con la didascalia "Peggio della schiavitù". I "sostenitori" sono membri della "White League" e di un Klansman incappucciato.

"La guerriglia armata ha ucciso migliaia di neri: furono orchestrate sommosse politiche, le loro cause erano sempre oscure, i loro risultati erano sempre sicuri: i neri rimanevano uccisi dieci o cento volte più dei bianchi". Gli uomini mascherati sparavano all'interno delle case e poi le incendiavano, a volte con gli occupanti ancora dentro. Riuscirono a scacciare coltivatori neri fuori dalle loro terre. "Globalmente, si può affermare che nella Carolina del Nord e nella Carolina del Sud nei 18 mesi prima del giugno 1867 ci sono stati 197 omicidi e 548 casi di aggressione aggravata".
La violenza del Klan lavorò per impedire il voto nero e le campagne elettorali divennero mortali. Più di 2.000 persone vennero uccise, ferite o altrimenti aggredite in Louisiana nelle settimane prima delle elezioni presidenziali del 1868. Sebbene la Parrocchia di Saint Landry avesse una maggioranza repubblicana registrata di 1.071 unità, a seguito degli omicidi nessun repubblicano si arrischiò a votare. I democratici bianchi espressero invece il voto compattamente per l'avversario di Ulysses S. Grant. Il KKK uccise e ferì più di 200 repubblicani neri, dando loro la caccia e inseguendoli attraverso i boschi. Tredici prigionieri vennero prelevati dalla prigione e fucilati a sangue freddo; nel bosco si rinvenne in seguito una fossa comune semi-sepolta di 25 corpi. Il KKK intimò la gente a votare democratico rilasciando attestati dell'avvenuto voto.
Nell'aprile del 1868, alle elezioni governative della Georgia, nella Contea di Columbia furono espressi 1.222 voti per il repubblicano Rufus Brown Bullock. Nelle elezioni presidenziali dell'autunno seguente l'intimidazione del Klan condusse alla completa soppressione del voto repubblicano e solo una persona trovò il coraggio di votare per Grant.
I "Klansman" ammazzarono più di 150 afroamericani in un'unica contea della Florida e altri centinaia in varie località. Le registrazioni compiute dal "Freedmen's Bureau" hanno contribuito a fornire un dettagliato resoconto dei pestaggi e degli omicidi commessi dai Klansman nei confronti degli ex schiavi liberati e dei loro alleati bianchi.
Si verificarono anche intimidazioni meno violente, specialmente contro gli insegnanti. Nel Mississippi, secondo l'inchiesta del Congresso: "una di queste insegnanti (la signorina Allen dell'Illinois), la cui scuola si trovava nella contea di Monroe (Mississippi), è stata visitata [...] tra l'una e le due del notte del marzo 1871 da circa cinquanta uomini a cavallo e mascherati. Ogni uomo indossava un lungo abito bianco e il viso era coperto da una maschera ampia con strisce scarlatte. Le fu ordinato di alzarsi e vestirsi, cosa che lei fece immediatamente; nella sua stanza entrarono un capitano e un tenente, che oltre al solito travestimento avevano anche lunghe corna sulle teste e una sorta di arnese sulla fronte. Il tenente aveva una pistola in mano e lui e il capitano si sedettero mentre otto o dieci uomini erano in piedi presso la porta e il portico era pieno. La trattarono gentilmente e tranquillamente ma si lamentarono della gravosa tassa scolastica, dissero che doveva smettere di insegnare ed andarsene via, e la avvertirono che non davano mai un secondo avvertimento. Seguì l'avvertimento e lasciò immediatamente la contea".
Nel 1868, appena due anni dopo la sua creazione, l'attività del Klan cominciò a scemare. I membri si nascondevano dietro maschere e abiti cerimoniali nel tentativo di evitare l'accusa di atti fuorilegge. Molti influenti democratici del Sud temettero che l'illegalità generalizzata promossa dal Klan potesse fornire una scusa al governo federale per mantenere il suo potere militare sul Sud e iniziarono ad avversarla. Vi furono anche alcune dichiarazioni sorprendenti, come quella del politico della Georgia Benjamin Harvey Hill che affermò che "alcuni di questi oltraggi erano effettivamente perpetrati dagli amici politici delle parti uccise".

### Resistenza
I veterani dell'Union Army nella contea di Blount (Alabama) organizzarono l'anti-KKK. Essi riuscirono a mettere fine alla violenza generalizzata minacciando i "Klansmen" di rappresaglie se non avessero smesso di prendere a frustate gli unionisti e di bruciare le chiese e le scuole nere. Gli afroamericani armati formarono il proprio apparato di difesa a Bennettsville in Carolina del Sud e cominciarono a pattugliare le strade a protezione delle proprie abitazioni.
Il sentimento nazionale si riunificò nell'intento di fermare il Klan, anche se alcuni Democratici a livello nazionale posero la questione se il Klan esistesse veramente o non fosse piuttosto una creazione di governatori repubblicani troppo apprensivi. Molti degli Stati Uniti meridionali cominciarono ad adottare leggi contro il Klan.

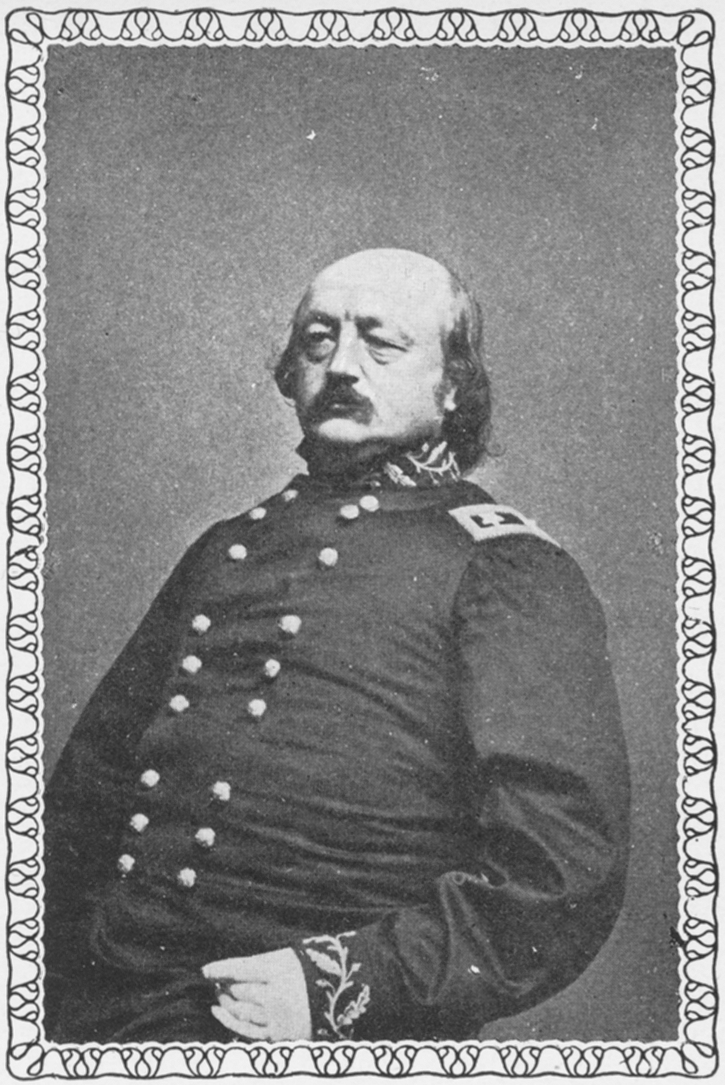
Benjamin Butler stilò il Civil Rights Act (1871).

Nel gennaio del 1871 il senatore repubblicano della Pennsylvania John Scott presiedette un comitato del Congresso che ascoltò le testimonianze di 52 casi circa le atrocità perpetrate dal Klan; vennero accumulati 12 volumi di testimonianze. A febbraio l'ex generale maggiore unionista e deputato al Congresso Benjamin Butler del Massachusetts presentò la legge detta Civil Rights Act; questo contribuì all'astio che i bianchi sudisti provavano per lui. Durante l'esame della proposta di legge, nuovi casi di violenza nel Sud aumentarono il sostegno alla sua approvazione. Il governatore della Carolina del Sud fece appello alle truppe federali per aiutarlo a mantenere l'ordine e il controllo dello Stato. Una rivolta e un massacro avvennero in un tribunale di Meridian (Mississippi), da cui un deputato statale nero scampò solamente scappando nei boschi.
La legge sui diritti civili del 1871 permise al presidente Ulysses S. Grant di sospendere l'"habeas corpus". Grant promulgò la legge; essa consentì al governo federale, insieme alla Enforcement Act del 1870, di far rispettare le disposizioni sui diritti civili previste dalla Costituzione. Con tale legge, dopo che il Klan rifiutò di sciogliersi spontaneamente, Grant emise una sospensione dell'habeas corpus e fece stazionare permanentemente le truppe federali in nove contee della Carolina del Sud. I Klansman furono arrestati e processati nei tribunali federali. I giudici Hugh Lennox Bond e George Seabrook Bryan presiedettero il processo contro membri del Klan a Columbia (Carolina del Sud) nel dicembre del 1871. Gli imputati vennero giudicati colpevoli e condannati a 5 anni e 3 mesi di carcere e a pene pecuniarie. La composizione delle giurie federali vedeva una maggiore presenza di neri rispetto a quelle locali e statali, e i neri ebbero quindi la possibilità di partecipare al procedimento penale. Nel corso di questa campagna di repressione centinaia di appartenenti al Klan ricevettero condanne pecuniarie o detentive.

### Fine del primo Klan
Anche se Forrest si vantò che il Klan fosse un'organizzazione nazionale di 550.000 uomini e che avrebbe potuto raccoglier 40.000 Klansman con soli cinque giorni di preavviso, nella sua qualità di società segreta e "invisibile" non ebbe liste di appartenenza, nessuna sezione né rappresentante locale. Rimase pertanto assai difficoltoso per i suoi osservatori stimare il numero di affiliati.
Nel 1870 un grand jury federale stabilì che il Klan era un'organizzazione terrorista ed emise centinaia di condanne per crimini violenti a scopo terroristico. Molti dei suoi membri fuggirono dalle aree sottoposte alla giurisdizione federale, in particolar modo dalla Carolina del Sud. Numerose persone mai entrate formalmente nel Klan avevano usato i suoi costumi per celarsi nell'anonimato nel compiere atti di violenza autonomi. Forrest chiese al Klan di sciogliersi nel 1869 sostenendo che esso "è stato distolto dagli originari scopi onorabili e patriottici, diventando dannoso anziché utile alla pace pubblica". Lo storico Stanley F. Horn sostiene che "in generale, la fine del Klan si verificò più in forma di dissoluzione ineguale, lenta e graduale, piuttosto che uno scioglimento formale e netto". Un giornalista che lavorava in Georgia scrisse nel 1870 che: "Un'affermazione vera sul caso è non tanto che il Ku Klux sia una banda organizzata di criminali autorizzati, quanto che gli uomini che commettono crimini si fanno chiamare Ku Klux".
In molti Stati i funzionari furono riluttanti ad utilizzare la milizia nera contro il Klan, per timore di aumentare le tensioni razziali. Quando il governatore della Carolina del Nord, il repubblicano William Woods Holden, chiamò la milizia per contrastare il Klan nel 1870, l'evento contribuì alla sua impopolarità. Uniti a una lunga serie di violenze e da frodi nelle urne i repubblicani perdettero la maggioranza nel parlamento statale. La nuova maggioranza di bianchi democratici chiese l'impeachment di Holden e riuscì a farlo decadere dalla carica.
Le attività terroriste del Klan finirono in Carolina del Sud e progressivamente si spensero anche nel resto del profondo Sud. Il procuratore generale Amos Tappan Ackerman condusse le relative azioni giudiziarie.
Foner sostiene che "nel 1872 l'evidente volontà del governo federale di esercitare la sua autorità legale e coercitiva spezzò la schiena del Klan e produsse un'impressionante riduzione della violenza in tutto il Sud. Così finì la carriera del Ku Klux Klan durante l'Era della ricostruzione".
Verso la metà degli anni 1870 emersero nuovi gruppi insurrezionali, organizzazioni paramilitari locali come la "White League", le "Red Shirts" e i "rifle clubs", che intimidivano ed uccidevano i leader politici neri. La White League e le Red Shirts si distinsero per la loro volontà di dare pubblicità delle proprie azioni criminali, operando apertamente per rovesciare i responsabili politici del Partito Repubblicano e riconquistare il controllo della politica statale.
Nel 1882 la Corte suprema stabilì nella sentenza "Stati Uniti contro Harris" che il Klan Act fosse parzialmente incostituzionale, asserendo che il potere del Congresso nel quadro del XIV emendamento non comprendeva il diritto di legiferare contro gruppi cospirativi privati; raccomandò invece che le vittime di tali organizzazioni chiedessero giustizia nei tribunali statali, i quali erano però ostili a tali appelli.
I costumi del Klan scomparvero dall'uso nei primi anni del 1870. Il Klan svanì pertanto per interi decenni; nel 1872 non esisteva più come organizzazione.

## Secondo KKK: 1915-44
In 1915 fu fondato il secondo Klan, sulla cima della Stone Mountain, in Georgia, da William Joseph Simmons. Simmons si basava su documenti del Klan originale e sulle memorie dei membri ancora vivi, il nuovo Klan si ispirò in maniera significativa sul film Nascita di una nazione, che ebbe uno straordinario successo. Il primo Klan non indossava costumi bianchi e non bruciava croci; questi aspetti furono introdotti dal libro The Clansman da cui fu tratto il film. Quando il film fu proiettato ad Atlanta nel dicembre 1915, Simmons e i suoi nuovi adepti sfilarono verso il cinema in costume e con cappucci a punta e molti montando cavalli in costume, proprio come nel film. Queste sfilate di massa divennero un'altra specificità del nuovo Klan rispetto all'originale.
A partire dal 1921 adottò un moderno sistema di funzionamento, con l'utilizzo di reclutatori a tempo pieno e retribuiti, e attrasse nuovi membri presentandosi come una confraternita, di cui vi erano molti fiorenti esempi a quel tempo. La sede nazionale traeva proventi dall'esclusiva sulle vendite di costumi, mentre gli organizzatori erano pagati tramite commissioni sulle iniziazioni. Esso crebbe rapidamente a livello nazionale, in un momento di espansione economica. Sfruttando le tensioni sociali che opponevano la città alla campagna, si diffuse praticamente in tutti gli Stati Uniti ed ebbe rilevante importanza in molte città. Il secondo KKK predicò "l'americanismo al cento per cento" e richiese una "purificazione della politica", pretendendo una morale rigorosa e una migliore applicazione del proibizionismo. La retorica ufficiale si concentrò sulla minaccia rappresentata dalla Chiesa cattolica. Si rivolgeva esclusivamente ai protestanti bianchi; era contrario agli ebrei, agli afroamericani, ai cattolici e a tutti i nuovi immigrati provenienti dall'Europa meridionale e orientale, come italiani, russi e lituani. Altri gruppi locali minacciarono atti di violenza contro i contrabbandieri di rum e i "peccatori notori": gli episodi più gravi avvennero generalmente negli Stati Uniti meridionali.
Il secondo Klan fu una formale organizzazione di confraternita dotata di una struttura a livello sia nazionale sia statale. Al momento del suo apice, verso la metà degli anni 1920, l'organizzazione affermò di avere come aderenti circa il 15% della popolazione ammissibile dell'intera nazione, tra i 4 e i 5 milioni di uomini. Le divisioni interne, il comportamento criminale dei leader e l'opposizione esterna provocarono alla fine un crollo del numero di aderenti, che scese a circa 30.000 unità nel 1930. Scomparve definitivamente nel corso degli anni 1940.
Gli organizzatori operarono anche in Canada, in special modo nella provincia di Saskatchewan tra il 1926 e il 1928, dove i Klansman denigrarono gli immigrati provenienti dall'Europa orientale come una minaccia per il patrimonio ereditario britannico canadese.

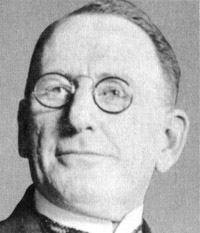
William Joseph Simmons, il fondatore del secondo Klan.

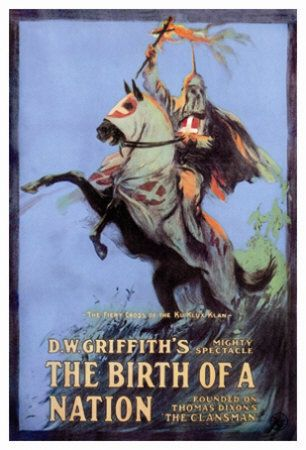
Poster a colori per l'uscita di Nascita di una nazione. È stato ampiamente dimostrato essere stato la base d'ispirazione per la rifondazione del Ku Klux Klan nel 1915.

### Nascita di una nazione
Il regista David Wark Griffith del film Nascita di una nazione si basò essenzialmente sui romanzi The Clansman: A Historical Romance of the Ku Klux Klan e The Leopard's Spots, entrambi di Thomas Frederick Dixon. Le invenzioni dei costumi e dei riti si fondavano sui concetti romanzati di Dixon della Merry England e della vecchia Scozia, così come venivano ritratti nei romanzi e nelle poesie di Walter Scott. L'influenza del film fu rafforzata da una dichiarazione di sostegno al film attribuita al presidente Woodrow Wilson, un sudista. Dixon era un vecchio amico di Wilson e prima dell'arrivo nei cinema del film, questo fu proiettato in anteprima alla Casa Bianca. Un giornalista sostenne che dopo aver visto il film Wilson dichiarò: "è come scrivere la storia con i fulmini e il mio unico rimpianto è che sia tutto così terribilmente vero". Wilson detestò il film e si sentì tradito da Dixon. La Casa Bianca emise un comunicato di smentita riguardo alla citazione dei "fulmini", dicendo che Wilson era completamente all'oscuro della natura del film prima che fosse proiettato e che non espresse mai apprezzamento per esso.

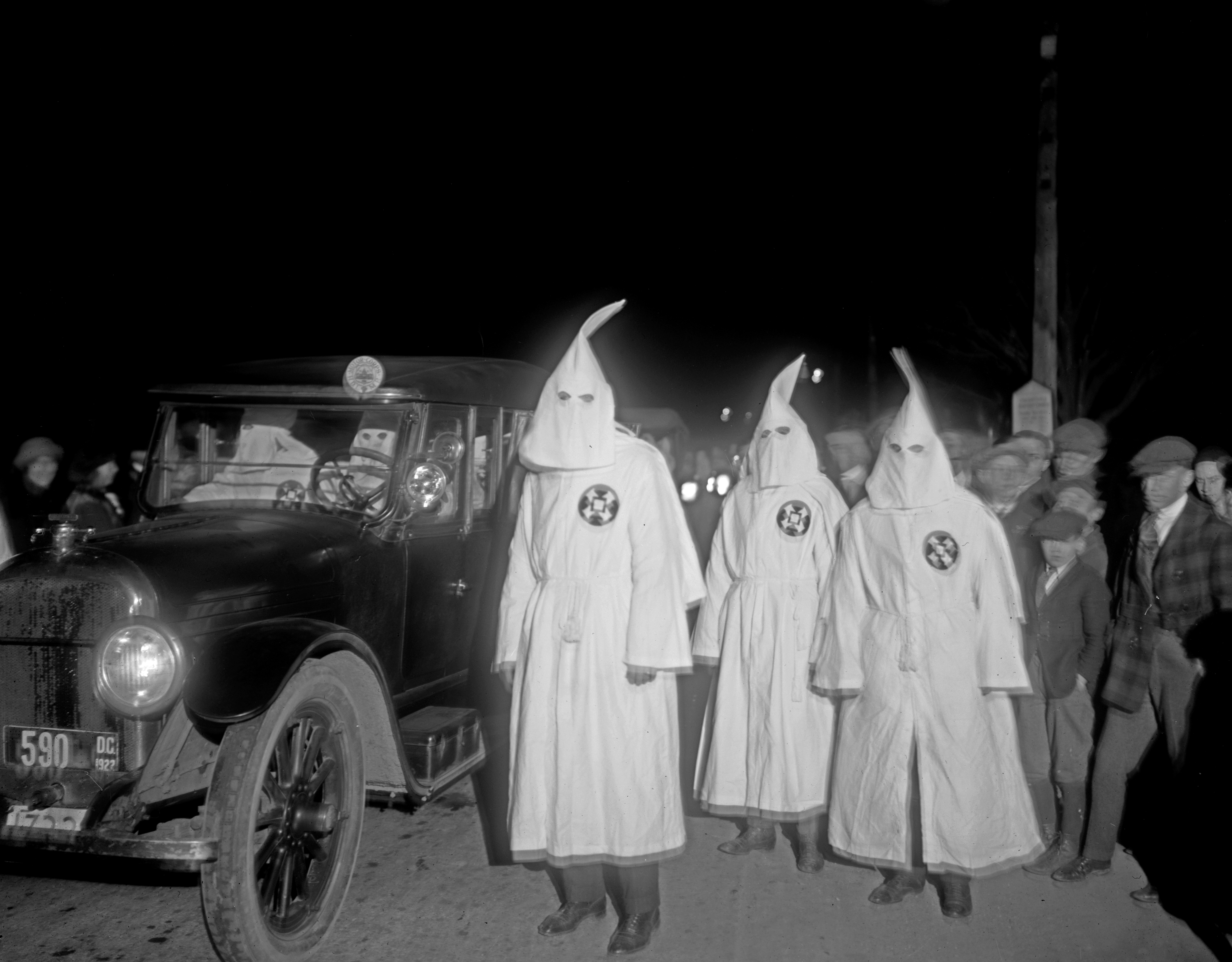
Parata in Virginia nel 1922.

### Obiettivi
Il primo e il terzo Klan furono principalmente diffusi al Sud e con i neri come bersaglio. Il secondo Klan, invece, ampliò gli obiettivi dell'organizzazione per attrarre aderenti negli Stati centrali e dell'ovest, che vedevano cattolici, ebrei e minoranze immigrate come anti-americani.
Il secondo Klan vedeva minacce provenienti da ogni direzione. Nelle sue attività fu presente un forte tono religioso: "due terzi dei conferenzieri e organizzatori nazionali del Klan erano pastori protestanti", afferma lo storico Brian R. Farmer. Gran parte dell'energia si diresse verso la tutela dei "valori familiari tradizionali"; la sociologa Kathleen M. Blee ha scritto che i suoi membri intesero proteggere "gli interessi della donna bianca". Joseph Simmons pubblicò nel 1917 un pamphlet intitolato ABC of the Invisible Empire, in cui identificava gli obiettivi principali del Klan: "proteggere la santità della casa e la castità della donna, mantenere la supremazia bianca, insegnare e fedelmente inculcare un'elevata filosofia spirituale attraverso un nobile rituale e con una pratica convinzione di conservare, proteggere e mantenere le istituzioni, i diritti, i privilegi, i principi e gli ideali distintivi di un puro americanismo". Tale propaganda moralizzatrice sottostava anche al suo appello all'organizzazione fraterna, reclutando i membri con una promessa di aiuto a inserirsi nelle nuove società urbane in città a rapida crescita come Dallas e Detroit. Durante gli anni 1930, specialmente quando a capo del KKK fu James A. Colescott, l'opposizione al comunismo divenne un altro obiettivo primario del Klan.

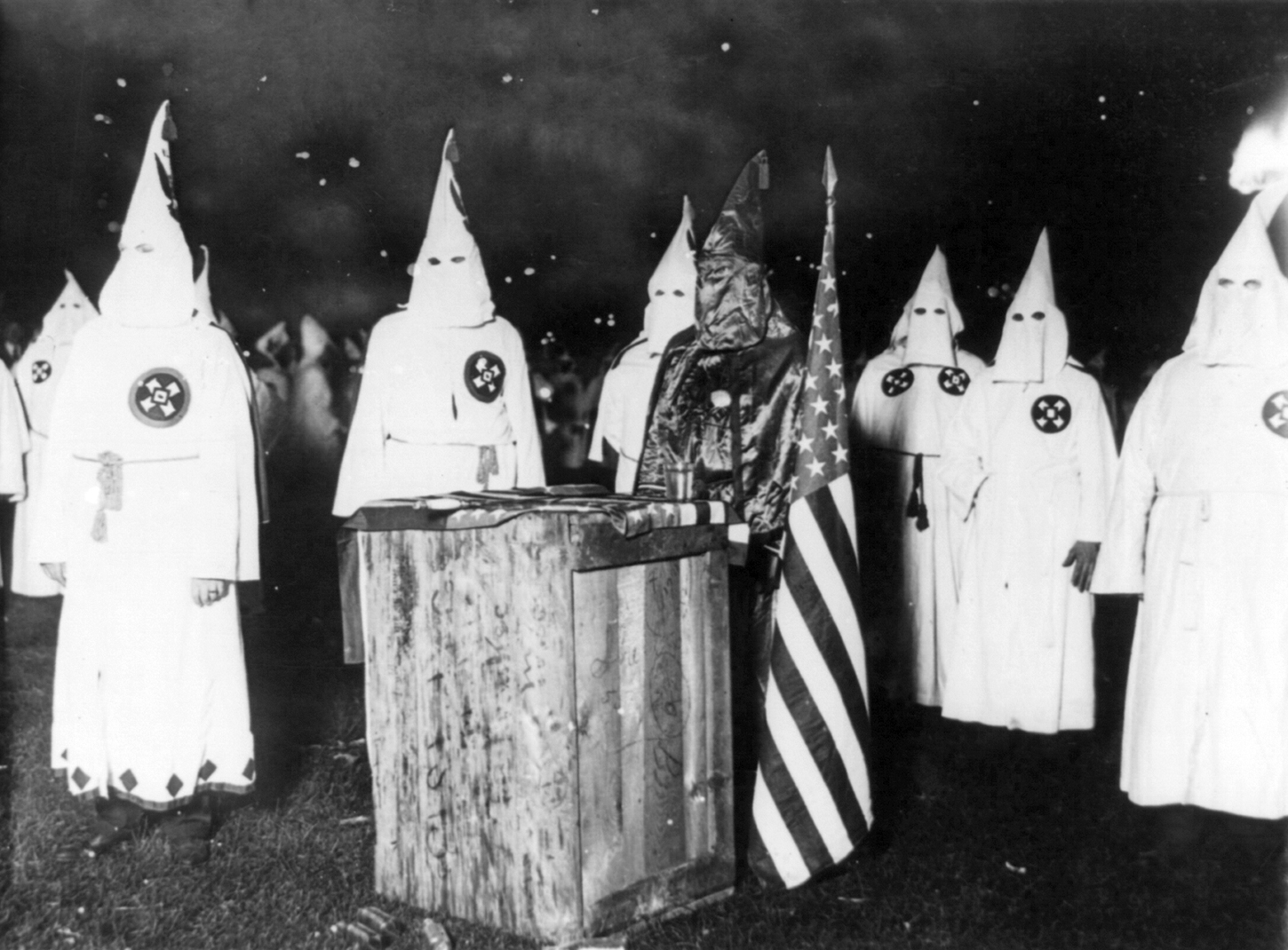
Riunione notturna degli incappucciati a Chicago nel 1920 circa.

### Organizzazione
Il fondatore del nuovo Klan William Joseph Simmons si unì a 12 differenti organizzazioni fraterne; reclutava adepti avendo il petto ricoperto da emblemi e distintivi di confraternite e modellò coscientemente il Klan su tali associazioni. Gli organizzatori del Klan, chiamati "Kleages", reclutavano centinaia di nuovi membri i quali, pagate le tasse d'iniziazione, ricevevano in cambio i costumi KKK. L'organizzatore incassava la metà dei proventi, mentre spediva il resto ai responsabili statali o nazionali; quando un organizzatore aveva terminato il suo compito in una zona, organizzava un enorme raduno, spesso con croci date alle fiamme, consegnando spesso una Bibbia a un predicatore protestante del posto. Lasciava poi la città con i soldi raccolti. Le unità locali operavano come molte confraternite e talvolta invitavano a parlare oratori.
Simmons non ebbe molto successo all'inizio, nel reclutamento dei membri e nella raccolta di fondi, e il Klan rimase una piccola entità confinata all'area di Atlanta fino agli anni 1920. Il gruppo produsse anche delle pubblicazioni intese per un pubblico nazionale: Searchlight (1919–1924), Imperial Night-Hawk (1923–1924) e The Kourier.

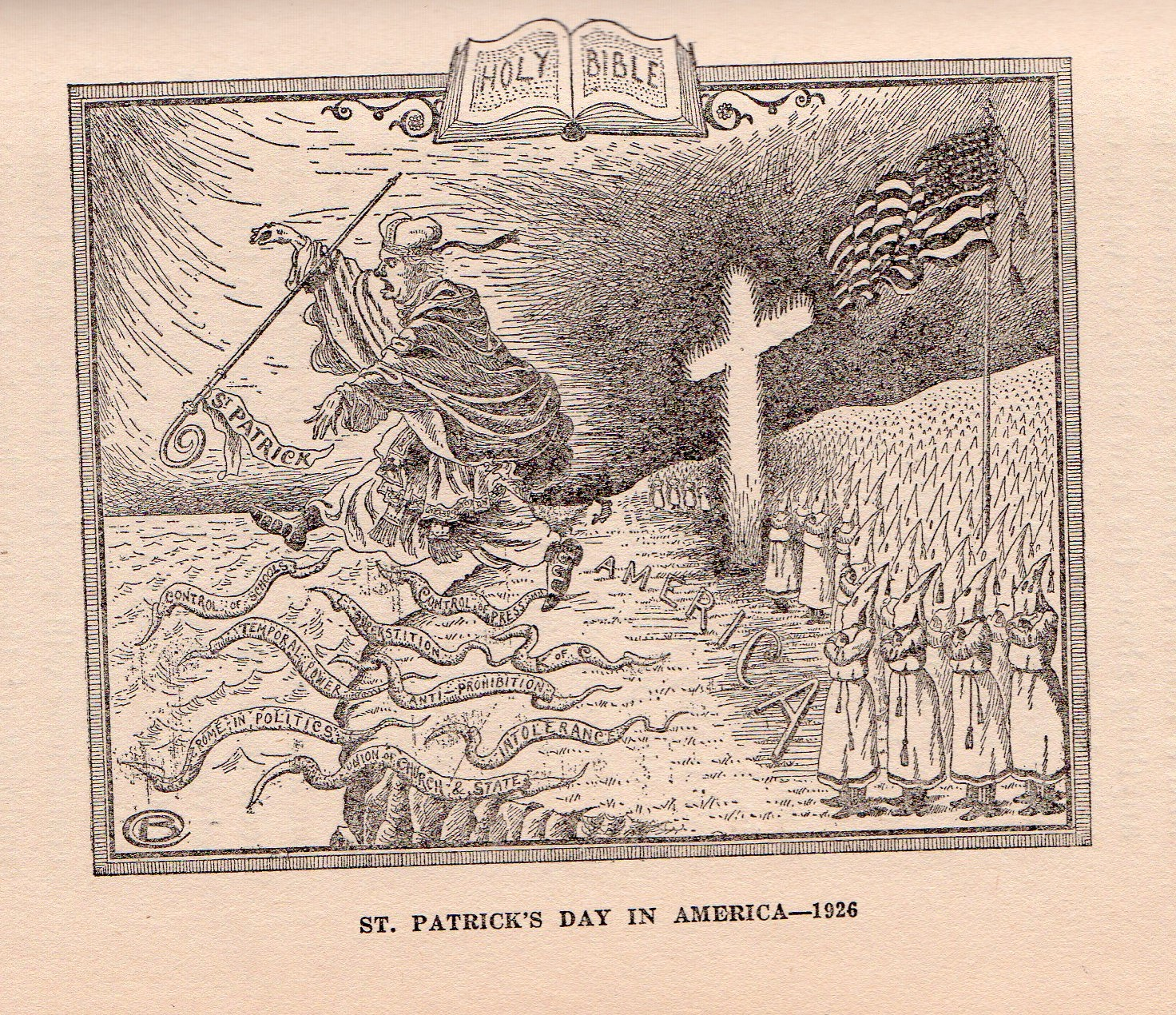
Vignetta del 1926 in cui il Ku Klux Klan insegue la Chiesa cattolica, personificata da San Patrizio, cacciandola dalle rive dell'America. Tra i "serpenti" cattolici vi sono diversi supposti attributi negativi della Chiesa, tra cui la superstizione, l'unione di Chiesa e Stato, il controllo delle scuole pubbliche e l'intolleranza.

### Visione della morale
Il secondo Klan crebbe principalmente in risposta alla questione del "declino della moralità", rappresentato dal divorzio, dall'adulterio, dal rifiuto del proibizionismo e dalla criminalità organizzata che riempivano i quotidiani. Fu anche una risposta al crescente potere dei cattolici e degli ebrei americani e alla proliferazione di valori culturali non protestanti. Verso la metà degli anni venti il Klan aveva raggiunto una portata a livello nazionale, con la sua più densa adesione pro capite nell'Indiana; esso divenne specialmente importante nelle città che più erano cresciute dal 1910, in quanto i bianchi americani protestanti rurali affluirono in cerca di un'occupazione a Detroit e Dayton (Ohio) negli Stati Uniti d'America medio-occidentali e ad Atlanta, Dallas, Memphis e Houston negli Stati Uniti meridionali. Nel Michigan quasi la metà degli 80.000 Klansman dello Stato viveva a Detroit.
I membri del KKK s'impegnavano a difendere i valori morali americani e cristiani e nell'organizzazione ebbero ruoli a livello locale alcuni pastori protestanti, tuttavia nessuna chiesa protestante lo approvò mai in via ufficiale. Il Klan venne attaccato ripetutamente dalle principali riviste protestanti, così come da tutti i maggiori quotidiani laici. Lo storico Robert Moats Miller riferisce che "non è stato trovato un solo sostegno al Klan da parte del sottoscritto nella stampa metodista, mentre molti degli attacchi al Klan erano piuttosto virulenti [...] la stampa battista meridionale approvava gli obiettivi, ma ne condannava i metodi". Le chiese nazionali non espressero mai sostegno al Klan, ma raramente lo condannarono esplicitamente; alcuni religiosi di fama nazionale e regionale lo condannarono apertamente e nessuno lo appoggiò.

#### Proibizionismo
Gli storici concordano sul fatto che la rinascita del Klan nel corso degli anni 1920 sia stata aiutata dal dibattito nazionale sul proibizionismo. Lo storico Prendergast afferma che il "sostegno al divieto" del KKK rappresentava il legame più importante tra i Klansman in tutta la nazione". Il Klan si oppose al contrabbando di alcolici, a volte con la violenza. Nel 1922 duecento membri del Klan diedero fuoco ai locali di spaccio della contea di Union (Arkansas). Gli aderenti al Klan erano spesso iscritti ad altri gruppi proibizionisti e ne coordinavano le attività.

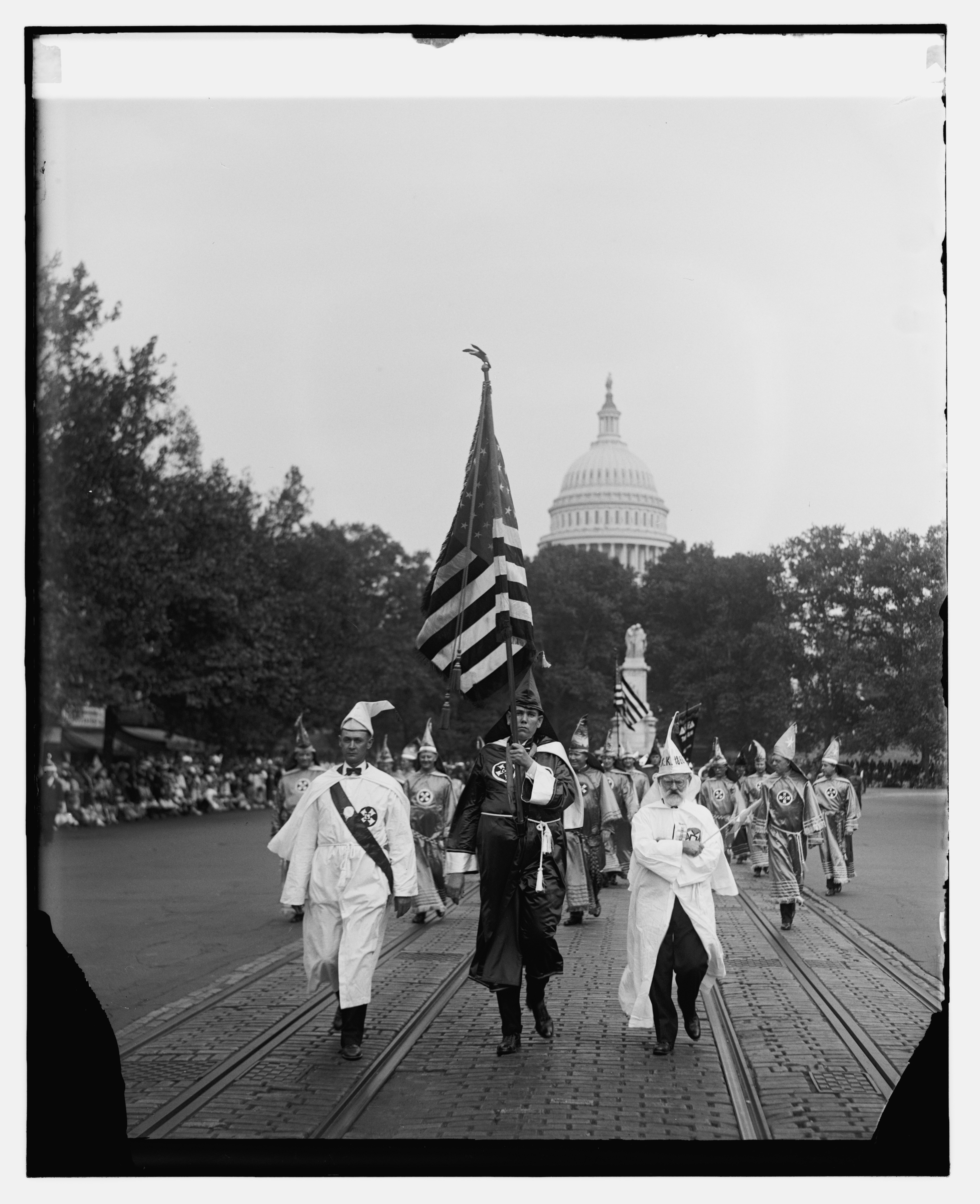
Parata a Washington del 13 settembre del 1926.

### Rapida crescita
Nel 1920 Simmons affidò l'incarico delle attività quotidiane dell'ufficio nazionale a due addetti alle pubbliche relazioni professionisti, Mary Elizabeth "Bessie" Tyler e Edward Young Clarke. La nuova dirigenza rilanciò il Klan che crebbe rapidamente; attrasse nuovi membri basandosi sulle tensioni sociali presenti e sottolineò le reazioni di risposta alle paure sollevate dalla sfida al proibizionismo e alle nuove "libertà sessuali". Accentuò le posizioni antiebraiche, anticattoliche, antiimmigrati e successivamente anticomuniste; si presentò come un'organizzazione fondata sul nativismo e strenuamente patriottica. I suoi dirigenti sottolinearono il proprio sostegno ad una vigorosa applicazione delle leggi proibizioniste. Il numero di aderenti aumentò fino a giungere ad un picco nel 1924 stimato tra i 2,5 e i 4 milioni, tra il 4 e il 25% della popolazione ammissibile.
Durante gli anni 1920 la maggior parte dei suoi membri viveva negli Stati Uniti d'America medio-occidentali e negli Stati Uniti d'America occidentali; nello Stato dell'Indiana quasi una persona su cinque della popolazione ammissibile fu un membro effettivo.
Nel 1925 poteva dirsi di avere una base a livello nazionale. Negli Stati Uniti meridionali, dove la maggioranza dei bianchi americani votavano per il Partito Democratico i Klansmen erano democratici. Nel resto del paese gli aderenti erano sia repubblicani sia democratici sia indipendenti. I principali esponenti del Klan cercarono d'infiltrarsi all'interno dei partiti politici, come osserva l'autore Stephen Cummings "fu equidistante nel senso che promosse le sue idee nativiste in entrambi i partiti".
Il sociologo Rory McVeigh ha spiegato la strategia del Klan nell'attirare i membri di entrambi i partiti: "i leader del Klan sperano che tutti i principali candidati si facciano concorrenza per ottenere l'appoggio del movimento [...] La dirigenza del Klan ha voluto mantenersi le possibilità aperte e ha ripetutamente annunciato che il movimento non è allineato a nessun partito politico. Questa strategia di non alleanza era anche preziosa come strumento di reclutamento. Il Klan ha attirato i suoi membri sia tra gli elettori democratici sia tra quelli repubblicani. Se il movimento si fosse allineato con un unico partito politico, avrebbe ridotto in modo sostanziale il bacino delle potenziali reclute".
La religione fu uno dei punti primari nella propaganda. La scrittrice Kelly Baker sostiene che gli appartenenti al Klan abbiano seriamente adottato il protestantesimo come componente essenziale della loro versione suprematista bianca, anticattolica e paternalistica della democrazia e della cultura nazionali. La loro croce fu pertanto un simbolo apertamente religioso, mentre nei loro rituali si onorava la Bibbia e i pastori protestanti; tuttavia nessun leader religioso di livello nazionale ammise mai di essere stato un membro del Klan. Gli economisti Fryer e Levitt sostengono che la rapida crescita del Klan negli anni 1920 fu in parte dovuta ad un'innovativa campagna di multi-level marketing. Essi affermano inoltre che la dirigenza si concentrò con maggior attenzione sulla profittabilità dell'organizzazione nel corso di questo periodo rispetto agli obiettivi politici. I responsabili locali ottennero grandi guadagni dall'aumento delle adesioni.

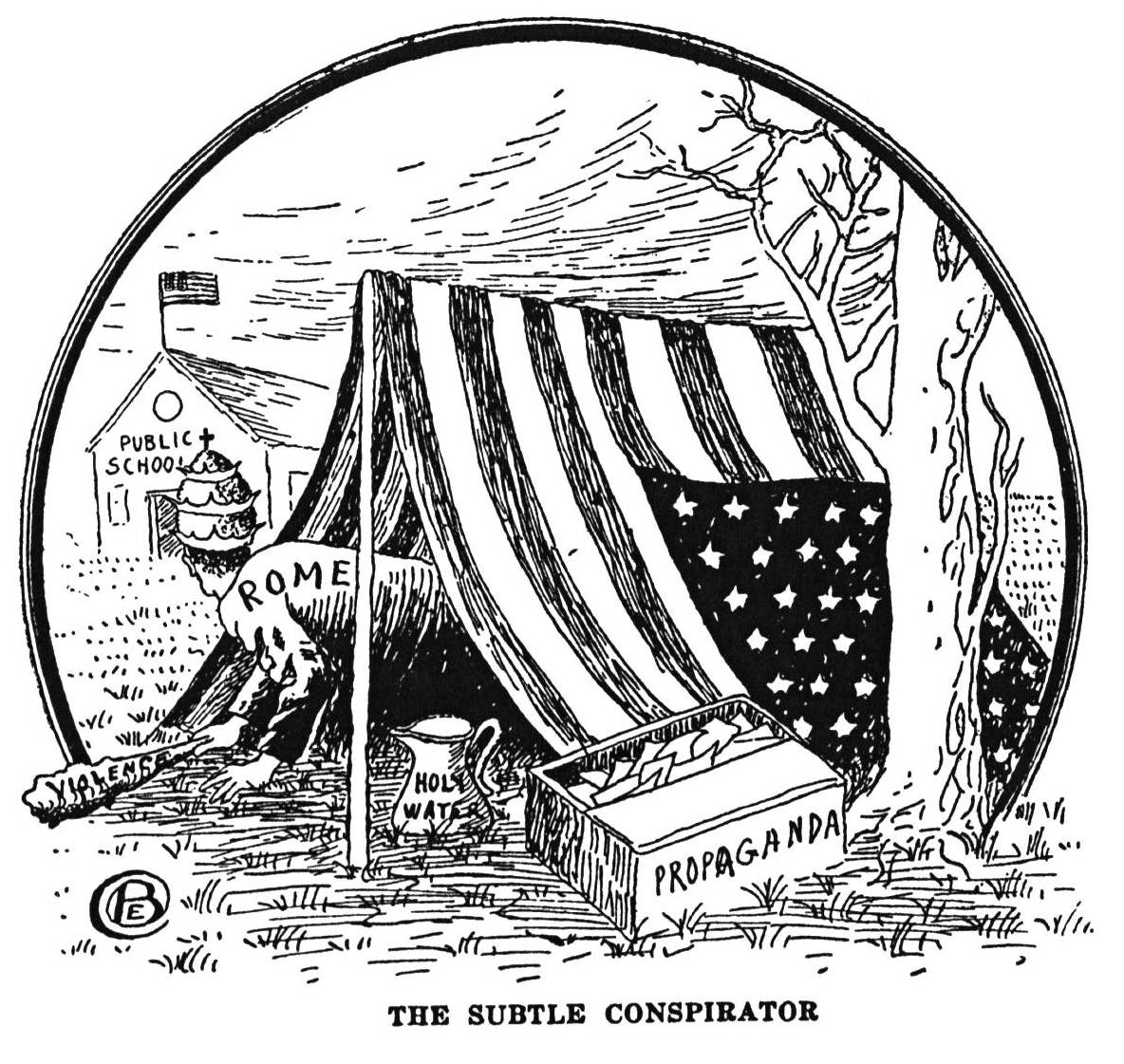
"The Subtle Conspirator", una vignetta politica anticattolica del 1926 pubblicata dal predicatore del Ku Klux Klan Branford Clarke nella newsletter Klansmen: Guardians of Liberty.

### Urbanizzazione
Una caratteristica significativa del secondo Klan fu che si trattò di un'organizzazione con base essenzialmente nelle aree urbane, il che rifletteva i grandi spostamenti di popolazione nelle città sia del Nord che del Sud. In Michigan ad esempio 40.000 membri vivevano a Detroit e costituivano più della metà degli aderenti di tutto lo Stato. La maggioranza erano bianchi di ceto basso o medio che cercavano di proteggere il proprio lavoro e i propri quartieri abitativi dalle ondate dei nuovi arrivati nelle città industriali; per lo più immigrati dall'Europa meridionale e dall'Europa orientale, spesso cattolici ed ebrei, o immigrati interni bianchi e neri provenienti dal Sud. I rapidi cambiamenti nei quartieri crearono tensioni sociali. A causa del ritmo di crescita della popolazione nelle città industrializzate di Detroit e Chicago il Klan crebbe rapidamente in tutti gli Stati Uniti d'America medio-occidentali; aumentò anche nelle città meridionali più fiorenti come Dallas e Houston.
Nella città industriale di Worcester (Massachusetts) negli anni venti il Klan acquisì rapidamente una certa rilevanza per poi perderla a causa dell'opposizione da parte della Chiesa cattolica. Non vi furono particolari atti di violenza e il giornale locale mise in ridicolo i Klansmen definendoli "cavalieri in camicia da notte". Circa metà degli aderenti erano svedesi americani protestanti, in competizione contro gli irlandesi americani cattolici, presenti da più tempo, per il controllo politico e ideologico della città.
In alcuni Stati gli storici sono riusciti a risalire agli elenchi di appartenenza originali di alcune sezioni locali, abbinando poi i nomi agli elenchi telefonici cittadini e agli archivi locali per creare i profili statistici degli aderenti. I grandi giornali cittadini furono spesso ostili e ridicolizzavano i Klansmen come agricoltori ignoranti, ma l'analisi dettagliata condotta sull'Indiana ha dimostrato che lo stereotipo rurale si rivelava falso, almeno per quello Stato. I Klansmen dell'Indiana rappresentavano una vasta sezione della società; non erano sproporzionatamente urbani o rurali né provenivano in maniera significativamente maggiore, rispetto ad altri gruppi sociali, dalla classe operaia, dal ceto medio o dalle professioni. Naturalmente erano protestanti, ma per il resto non possono essere descritti come fondamentalisti. In realtà le loro affiliazioni religiose rispecchiavano la società bianca protestante, compresi quelli che non appartenevano a nessuna chiesa.
Il Klan attrasse molta gente, ma la maggior parte non rimase nell'organizzazione a lungo; i numeri degli aderenti regredirono altrettanto rapidamente quando questi si rendevano conto che non si trattava del gruppo che avevano desiderato. La riduzione delle tensioni sociali contribuì al declino del Klan.

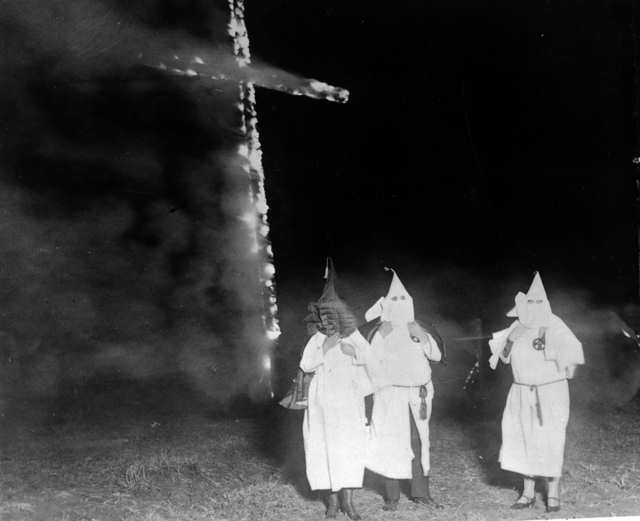
Membri del Klan danno alle fiamme una croce a Denver nel 1921.

### Costumi e croci infuocate
Il costume bianco distintivo consentì attività pubbliche su larga scala, in particolare sfilate e cerimonie con croci infuocate, mantenendo segreti i registri degli iscritti. Le vendite dei costumi fornirono il principale finanziamento per l'organizzazione a livello nazionale, mentre i contributi per l'iniziazione finanziarono gli organizzatori locali e statali.
Il secondo Klan adottò il rituale della croce latina che brucia come drammatica esibizione simbolica, con una sfumatura intimidatoria. Nessuna croce venne mai utilizzata come simbolo dal primo Klan, ma ora divenne una rappresentazione del messaggio cristiano del Klan; la sua accensione durante le riunioni venne spesso accompagnata da preghiere, inni cantati ed altri simboli religiosi cristiani.
Nel suo romanzo The Clansman, Thomas Frederick Dixon creò l'idea che già il primo Klan avesse utilizzato le croci infuocate. Il regista David Wark Griffith usò anch'egli quest'immagine in Nascita di una nazione e William Joseph Simmons adottò il simbolo direttamente dal film; da allora in poi il simbolo e l'azione furono sempre associate al Klan.

### Donne
Nel corso degli anni 1920 il KKK creò un'organizzazione ausiliaria femminile, con sezioni in molte zone. Le sue attività comprendevano partecipazioni alle sfilate, accensioni di croci, conferenze, grandi adunate e boicottaggi di aziende locali appartenenti a cattolici e ad ebrei. Il Klan delle donne fu particolarmente attivo nel promuovere il proibizionismo, sottolineando l'impatto negativo dell'alcol sulle mogli e sui figli. Nelle scuole pubbliche distribuirono la Bibbia raccolsero petizioni per il licenziamento degli insegnanti cattolici. Dietro l'azione delle donne del Klan, il Texas smise di assumere insegnanti cattolici per le proprie scuole pubbliche. Quando scandali sessuali e finanziari colpirono la dirigenza del Klan nella seconda metà degli anni 1920, la popolarità dell'organizzazione sia tra gli uomini che tra le donne diminuì nettamente.

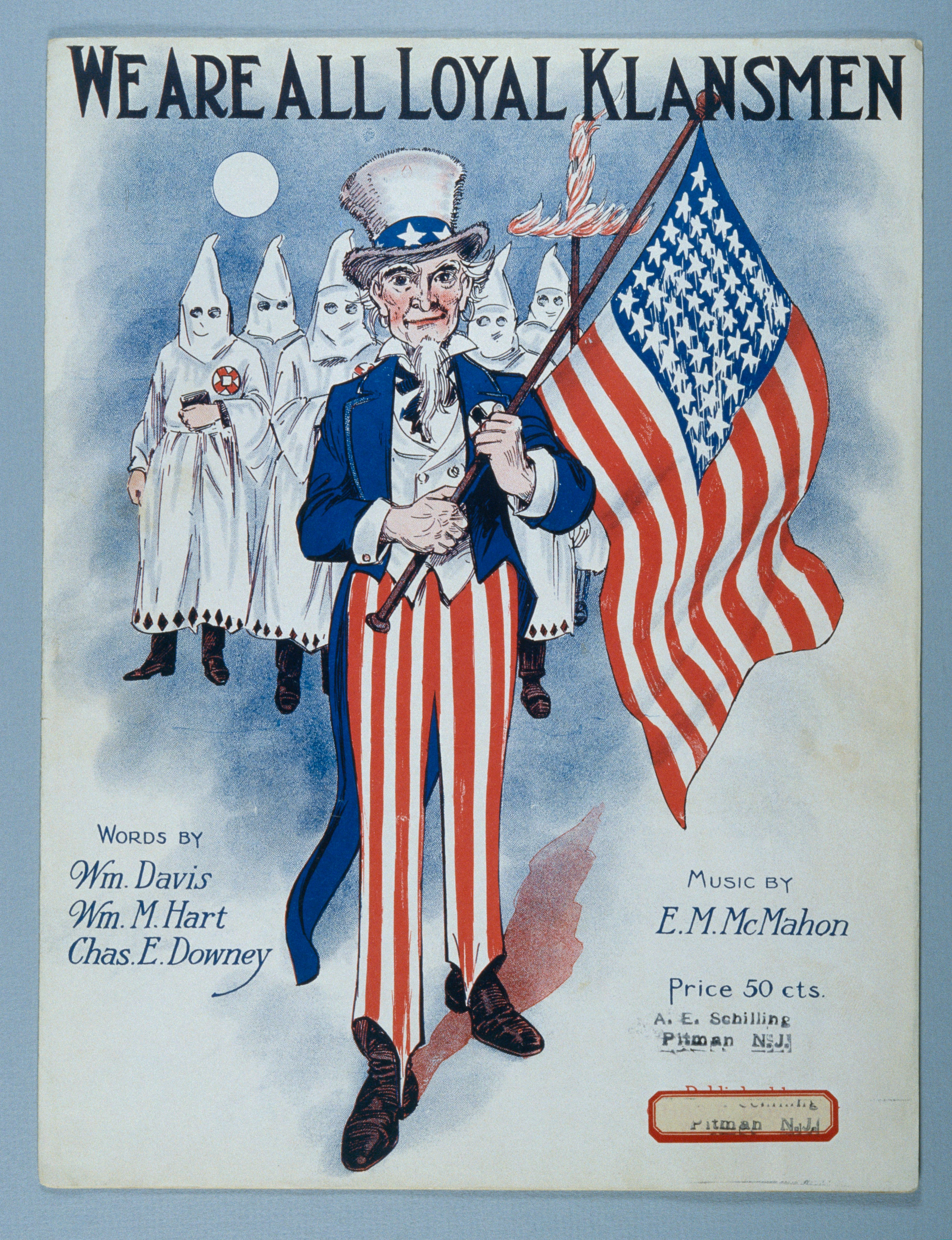
Copertina di spartiti per la canzone "We Are All Loyal Klansmen" (1923).

### Ruolo politico
Il secondo Klan raggiunse con nuove sezioni le città degli Stati Uniti medio-occidentali e in quelli occidentali, toccando in tal maniera anche i Repubblicani e gli indipendenti, oltre che ai tradizionali Democratici del Sud. Il sostegno al proibizionismo in particolare aiutò il Klan nel fare causa comune con i Repubblicani al Nord.
Pur avendo numerosi aderenti in molte parti della nazione, il Klan rimase particolarmente forte negli Stati Uniti meridionali e nel Midwest. Al momento del suo apice esso rivendicava 4 milioni di membri, arrivando al 20% della popolazione maschile bianca adulta in diverse aree geografiche e fino al 40% in alcune. Fu attivo anche in Canada, in special modo nella provincia di Saskatchewan, dove contrastava i cattolici.
In Indiana i membri erano bianchi protestanti che coprivano un'ampia gamma di reddito e livello sociali; qui divenne il Klan più potente dell'intera nazione, rivendicando il 30% dei bianchi nativi come membri. Nel 1924 sostenne il repubblicano Edward L. Jackson nella sua candidatura vincente alla carica di governatore dell'Indiana.

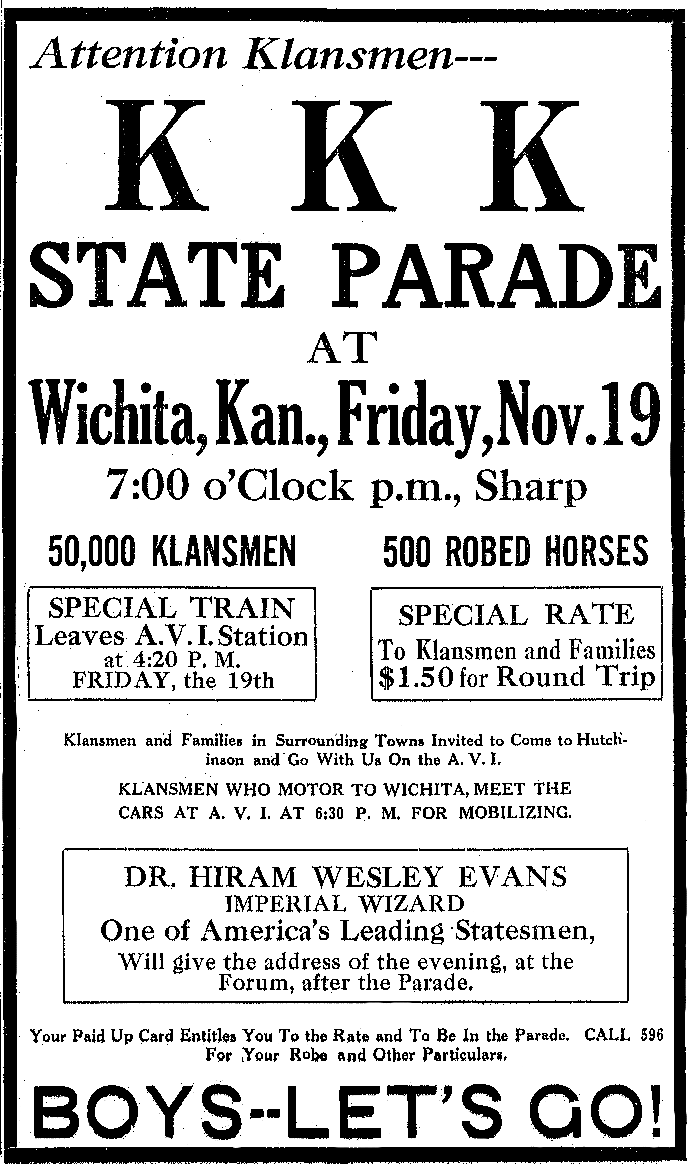
Volantino che avvisa sull'imminente parata statale del Klan a Wichita in Kansas il 17 novembre 1926.

I Democratici liberali e cattolici, forti nelle città nord-orientali, scelsero di portare l'argomento del Klan nel dibattito alla convention nazionale democratica del 1924 svoltasi a New York; i loro delegati proposero una risoluzione che attaccava indirettamente il Klan, ma venne sconfitta per un solo voto di scarto su 1.100 delegati. I candidati presidenziali più importanti erano William Gibbs McAdoo, un protestante con base nel Sud e nell'Ovest ove il Klan era potente e il governatore di New York Al Smith, un cattolico con seguito nelle grandi città. Dopo settimane di stallo e di aspre discussioni, entrambi si ritirarono a favore di un terzo candidato di compromesso.
In alcuni Stati come l'Alabama e la California le sezioni del KKK operarono a favore di riforme politiche. Nel 1924 alcuni membri furono eletti al consiglio comunale di Anaheim; la città era stata controllata da un'élite commerciale costituita in gran parte da tedeschi americani. Data la loro tradizione di moderato consumo di alcol in occasioni di socialità, essi non erano fermi sostenitori delle leggi proibizioniste; il sindaco stesso era stato gestore di un saloon. Guidato dal pastore della "Prima chiesa cristiana" il Klan diede voce a un consistente gruppo di tedeschi integrati, politicamente impegnati contro l'élite. Lo storico Christopher Cocoltchos scrive che i Klansmen cercavano di creare un'ordinata comunità modello. Il Klan giunse ad avere 1.200 membri nella sola contea di Orange (California). Il profilo economico e professionale dei gruppi pro o contro il Klan era del tutto simile e ugualmente ricco; i membri del Klan erano protestanti, così come molti dei suoi avversari, ma tra questi vi erano anche molti tedeschi cattolici. Gli aderenti al Klan avevano precedentemente dimostrato un tasso di partecipazione alla vita politica molto più elevato rispetto ai loro avversari. Cocoltchos suggerisce che molti degli abitanti della contea di Orange entrarono nel Klan proprio grazie al senso di attivismo civico che emanava. I suoi rappresentanti vinsero facilmente le elezioni locali ad Anaheim nell'aprile 1924. Il Klan licenziò i funzionari cittadini notoriamente cattolici e li sostituì con propri seguaci. Il nuovo consiglio comunale cercò di far rispettare il proibizionismo. Dopo questa vittoria la sezione locale del Klan tenne grandi adunate e cerimonie d'iniziazione durate tutta l'estate. L'opposizione si organizzò e riuscì a corrompere un Klansman ed ottenne così la lista segreta dei membri; rese noti i nomi di quelli che si presentavano alle primarie statali portando alla sconfitta della maggior parte dei candidati. Gli avversari nel 1925 ripresero il governo locale riuscendo con successo a battere tutti i Klansmen eletti l'anno precedente. Ad Anaheim il Klan rapidamente crollò, il suo giornale fu costretto a chiudere dopo essere stato condannato per diffamazione e il responsabile locale si trasferì in Kansas.
Nel Sud i membri erano ancora Democratici, in quanto essenzialmente si trattava di un'area in cui i bianchi votavano solo per i Democratici. Le varie sezioni locali erano strettamente collegate ai politici democratici, agli sceriffi e ad altri funzionari del governo locale. Con la perdita dei diritti civili della maggior parte degli afroamericani e di molti bianchi poveri all'inizio del XX secolo, l'unica attività politica dei bianchi sudisti si svolgeva all'interno del Partito Democratico.
Nell'Alabama i membri del Klan sostenevano un miglioramento dell'istruzione pubblica, una più stringente applicazione del proibizionismo, l'estensione della rete stradale ed altre misure politiche a favore dei bianchi di più basso ceto sociale. Nel 1925 il Klan divenne una forza politica nello Stato, con leader come James Thomas Heflin, David Bibb Graves e Hugo Black che cercarono di guadagnare potere politico sfidando i facoltosi proprietari di piantagioni che dominavano da tempo la politica locale. Nel 1926, con l'appoggio del Klan, di cui era stato caposezione locale, Graves fu eletto governatore dell'Alabama. Promosse più fondi per l'istruzione, una migliore assistenza sanitaria pubblica, la costruzione di nuove autostrade e una legge a favore dell'occupazione. Poiché il parlamento statale rifiutò di ridisegnare la mappa elettorale dello Stato (lo fece solo nel 1972, obbligato da una sentenza giudiziaria), il Klan non riuscì ad infrangere il vantaggio elettorale delle zone rurali dominate dai proprietari di piantagioni.
Gli studiosi e i biografi hanno recentemente esaminato il ruolo avuto nel Klan da Hugo Black. Ball sostiene che Black "simpatizzava con le convinzioni economiche, nativiste e anticattoliche del KKK". Newman scrive che Black "non amava la Chiesa cattolica come istituzione" e che fece più di cento discorsi anticattolici nel corso della propria campagna elettorale del 1926 alle riunioni del KKK in Alabama. Black venne eletto come Democratico al Senato federale. Nel 1937 il presidente Franklin Delano Roosevelt lo nominò alla Corte suprema senza sapere quanto fosse stato attivo nel KKK durante gli anni venti. Fu confermato dai suoi colleghi senatori prima che si scoprisse la sua completa relazione col Klan; egli in seguito affermò di averlo abbandonato quando era diventato senatore.

### Declino

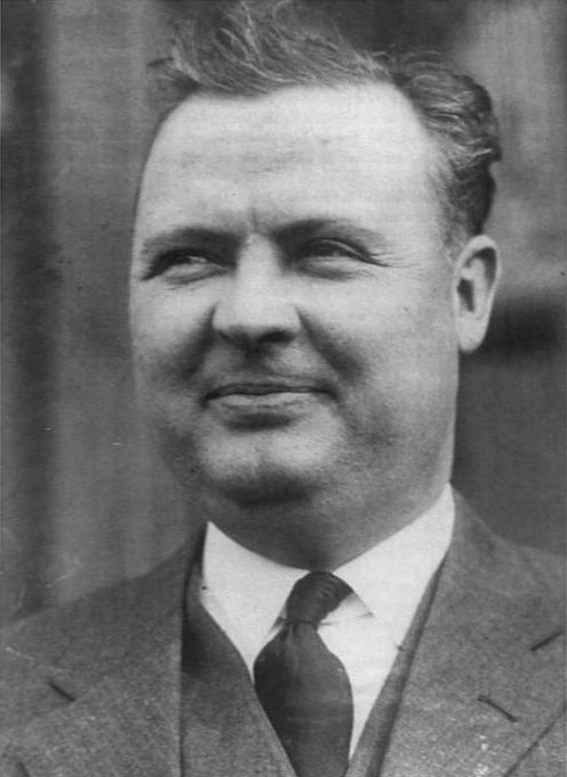
David Curtiss "Steve" Stephenson, "Grand Dragon" dell'Indiana nel 1922. La sua condanna nel 1925 per l'assassinio di Madge Oberholtzer, un'insegnante bianca, ha portato alla decadenza del Klan nell'intero Stato.

Molti gruppi e personalità, tra cui vari pastori protestanti di primo piano come Reinhold Niebuhr a Detroit, si espressero ad alta voce contro il Klan, guadagnandosi un'attenzione nazionale. L'Anti-Defamation League venne costituita nel 1913 in risposta ad attacchi agli ebrei americani, ad esempio il linciaggio di Leo Frank, e alla campagna del Klan per vietare le scuole private, al tempo soprattutto cattoliche. Gli oppositori del Klan cercarono di penetrare l'aura di segretezza che avvolgeva il KKK. Quando un gruppo della società civile dell'Indiana cominciò a pubblicare gli elenchi degli aderenti si registrò un rapido declino del numero di membri. La National Association for the Advancement of Colored People lanciò campagne di informazione sulle attività del Klan e fece pressione al Congresso contro gli abusi del Klan. Dopo il suo picco avvenuto nel 1925 il numero di aderenti nella maggior parte delle aree urbane cominciò a diminuire rapidamente. Specifici eventi contribuirono alla tendenza. In Indiana lo scandalo suscitato dal processo per tentativo di omicidio a carico del "Grand Dragon" David Curtiss "Steve" Stephenson nel 1925 distrusse l'immagine del KKK come baluardo dell'ordine pubblico; nel giro di un anno l'intero Klan fu "limitato e screditato". Stephenson era a capo dell'organizzazione in 22 Stati settentrionali; a partire dal 1923 li aveva riuniti sotto il suo diretto controllo con l'intento di separarsi dall'organizzazione nazionale. Al processo finì con l'essere condannato per omicidio di secondo grado per il ruolo nell'aggressione e successiva morte di Madge Oberholtzer. Dopo l'incarcerazione di Stephenson il declino del Klan in Indiana fu drammatico.
Lo storico Leonard J. Moore afferma che il malfunzionamento della dirigenza causò il crollo del Klan: "Stephenson e gli altri venditori e cacciatori di incarichi che manovravano per il controllo dell'Impero invisibile dell'Indiana mancavano sia della capacità che del desiderio di utilizzare il sistema politico per realizzare gli obiettivi dichiarati dal Klan. Non erano interessati - o addirittura non erano al corrente - alle preoccupazioni di base nel movimento. Per loro il Klan non era altro che un mezzo per guadagnare ricchezza e potere. Questi uomini marginali erano saliti al vertice dell'ordine incappucciato perché, fino a quando esso non tentò di diventare una forza politica, il Klan non aveva mai avuto bisogno di una leadership forte e appassionata. Anche politici più consolidati ed esperti che approvavano il Klan o che perseguivano alcuni degli interessi dei loro elettori del Klan, realizzarono poco. La lotta delle correnti interne era un ostacolo, ma molti politici avevano sostenuto il Klan semplicemente per l'immediata convenienza. Quando le accuse di crimine e corruzione cominciarono a macchiare il movimento coloro che erano preoccupati per il loro futuro politico avevano ancora meno motivi di lavorare per conto del Klan".
In Alabama nel 1927 i vigilantes clandestini del KKK crearono un'ondata di terrore; essi presero di mira sia neri sia bianchi per violazioni delle norme razziali e per supposta decadenza morale. Ciò condusse ad una forte reazione, iniziata nei giornali; Grover Cleveland Hall, redattore del Montgomery Advertiser scrisse una serie di editoriali e articoli contro il Klan. Hall ottenne un premio Pulitzer per questa crociata, il premio Pulitzer per il miglior editoriale del 1928 "per i suoi editoriali contro il gangsterismo, i pestaggi, l'intolleranza religiosa e razziale. Anche altri giornali si schierarono fortemente e a lungo contro il Klan, riferendosi all'organizzazione come violenta e "non-americana". Gli sceriffi locali ne ostacolarono le attività. Nelle elezioni presidenziali del 1928 gli elettori degli Stati del Sud superarono la loro iniziale opposizione nei confronti del candidato cattolico Al Smith e votarono il Partito Democratico come al solito.

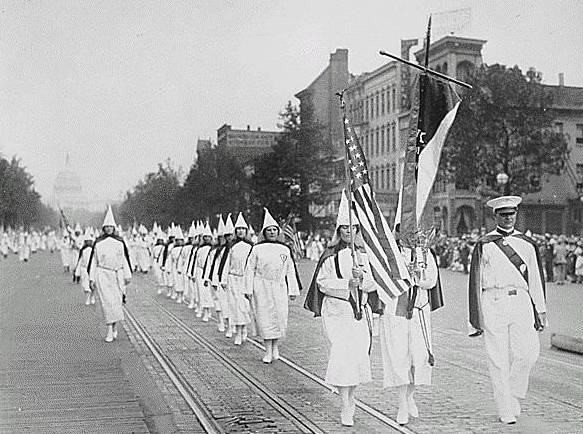
Marcia lungo la Pennsylvania Avenue a Washington nel 1928.

Sebbene in declino, l'influenza del Klan fu ancora evidente quando organizzò la sua marcia lungo la Pennsylvania Avenue a Washington nel 1928, ma nel 1930 il numero di aderenti in Alabama era sceso a meno di 6.000 unità. Piccoli gruppi indipendenti continuarono ad essere attivi nella città industriale di Birmingham (Alabama). Le unità KKK furono attive ancora nel corso degli anni trenta in alcune località della Georgia, con un gruppo di "cavalieri notturni" ad Atlanta che applicavano con la forza le loro opinioni morali, pestando le persone che li avevano violati, sia bianchi che neri. Nel marzo del 1940, in un sobborgo di Atlanta, vennero implicati nella bastonatura a morte di una giovane coppia bianca sorpresa nella loro auto su una "corsia degli amanti" e flagellarono a morte un parrucchiere bianco ubriaco. Più di altre 20 persone furono brutalmente fustigate. Mentre la polizia cominciò ad indagare trovarono che i registri del KKK erano scomparsi dai loro uffici. I casi furono ampiamente riportati dal Chicago Tribune e da Crisis, la rivista della National Association for the Advancement of Colored People (NAACP) nonché da vari quotidiani locali.

Tre episodi di linciaggio di afroamericani da parte di bianchi americani si verificarono negli Stati Uniti meridionali in quegli stessi anni: Elbert Williams fu il primo membro noto della NAACP ad essere ucciso per le sue attività a favore dei diritti civili degli afroamericani; fu assassinato a Brownsville (Tennessee). Si occupava di far iscrivere i neri ai registri elettorali permettendo loro di votare; molti altri attivisti vennero cacciati con le minacce dalla città. Jesse Thornton venne linciato a Luverne (Alabama) per un "infrazione sociale minore". Il sedicenne Austin Callaway, sospettato di aggressione a scopo sessuale di una donna bianca, venne sequestrato dalla prigione in cui era detenuto, nel cuore della notte, e ucciso da sei uomini bianchi a LaGrange (Georgia) nel 1940. Nel gennaio del 2017 il capo della polizia e il sindaco si scusarono ufficialmente a nome dei loro enti per la mancata protezione di Callaway, in una cerimonia di riconciliazione in memoria della sua morte.

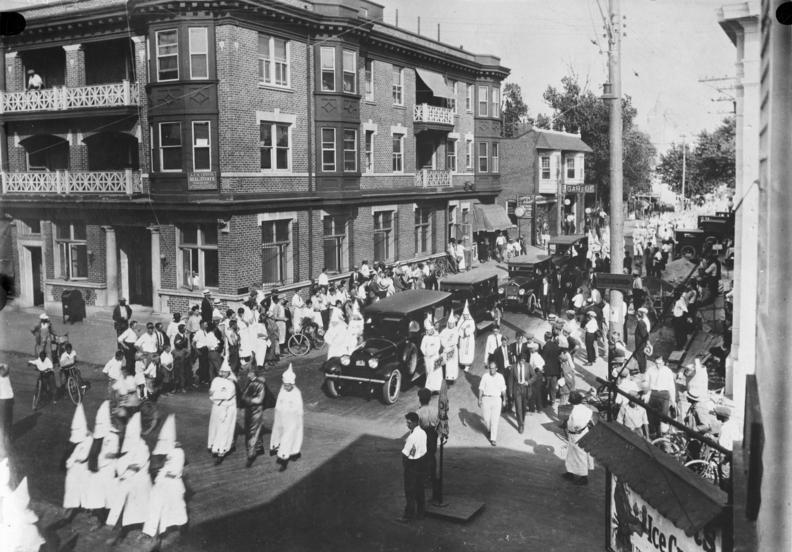
Il Klan in New Jersey nel 1931.

### Lavoro e antisindacalismo
In alcune grandi città del Sud i membri del Klan riuscirono ad avere il controllo dell'accesso ai lavori meglio pagati nell'industria e si opposero ai sindacati. Durante gli anni 1930 e 1940 la dirigenza del Klan invitò gli aderenti ad ostacolare l'attività del Congress of Industrial Organizations che sosteneva i sindacati dell'industria ed accettava gli afroamericani come membri. Avendo a disposizione buone quantità di dinamite e sfruttando le proprie competenze professionali come minatori e lavoratori nelle acciaierie, alla fine degli anni 1940 alcuni affiliati al Klan di Birmingham (Alabama) compirono attentati lanciando esplosivi nelle abitazioni di afroamericani che si erano innalzati socialmente trasferendosi in quartieri del ceto medio. Alla metà del 1949 vi erano talmente tante carcasse di case distrutte da incendi che l'area veniva informalmente chiamata "collina della dinamite" ("Dynamite Hill").

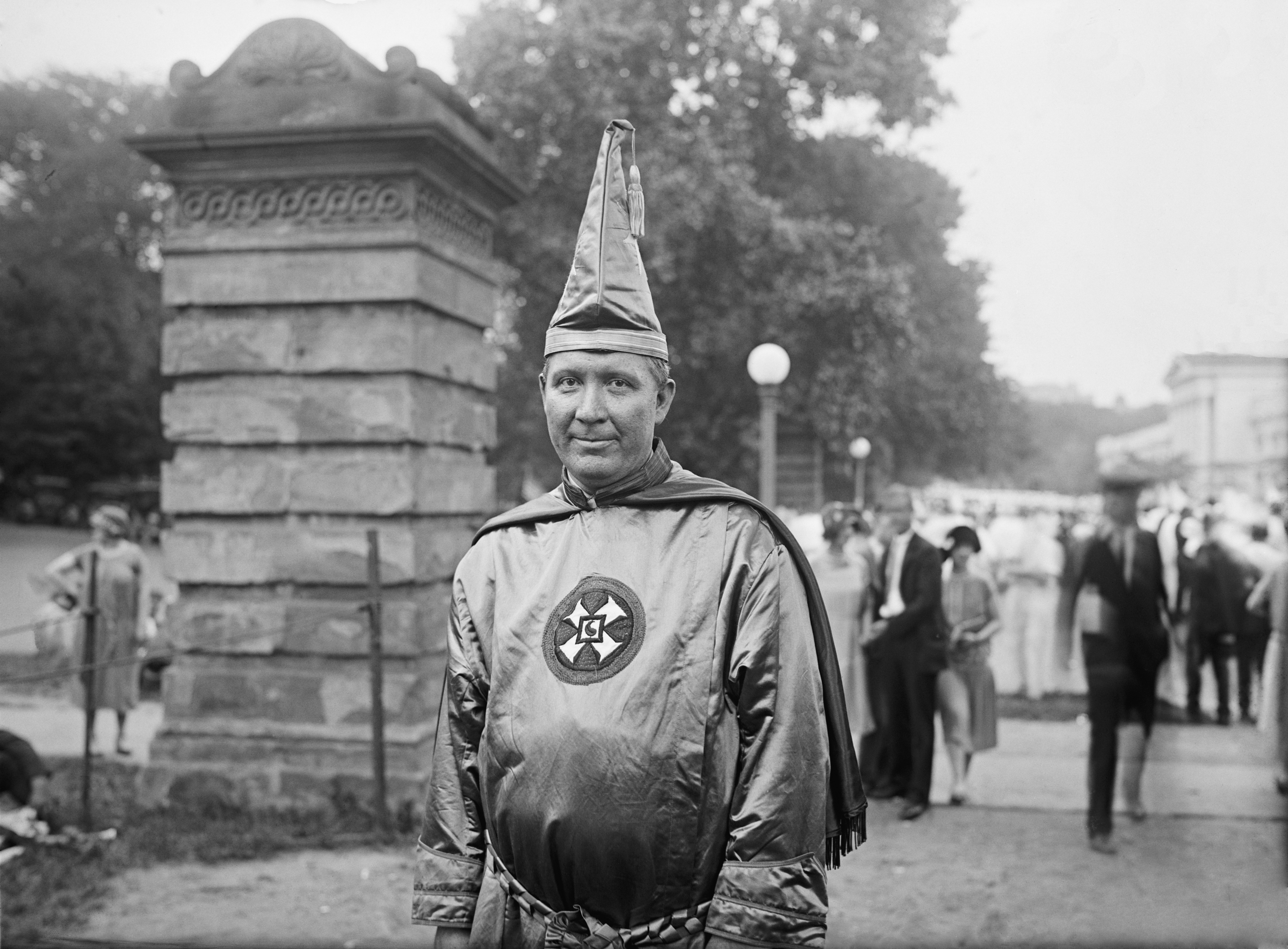
L'"Imperial Wizard" (mago imperiale) Hiram Wesley Evans.

L'attività di questi gruppi indipendenti del KKK a Birmingham aumentarono come reazione al movimento per i diritti civili degli afroamericani negli anni 1950 e 1960, opponendosi violentemente ad esso. Membri del KKK furono implicati nell'attentato della chiesa battista della sedicesima strada la domenica 15 settembre 1963, che uccise quattro ragazze afroamericane e ferì altre 22 persone. Aderenti al Partito Comunista dei Lavoratori arrivarono in Carolina del Nord per organizzare i lavoratori del settore tessile e affrontare le discriminazioni razziali nella zona, attaccando il KKK, che rispose con il massacro di Greensboro nel 1979.

## Evoluzione nazionale
Nel 1939, dopo diversi anni di declino a causa della grande depressione, il capo del KKK Hiram Wesley Evans vendette la struttura organizzativa nazionale a James Colescott, un veterinario dell'Indiana e a Samuel Green, un ostetrico di Atlanta. Essi però non riuscirono a invertire la tendenza alla perdita d'iscritti. Nel 1944 l'agenzia fiscale del governo federale richiese il sequestro di 685.000 dollari per tasse non pagate dal Klan e Colescott sciolse l'organizzazione lo stesso anno. I gruppi locali vennero chiusi negli anni seguenti.
Dopo la seconda guerra mondiale lo studioso Stetson Kennedy s'infiltrò in quello che rimaneva del Klan, fornendo i dati interni ai giornali e alle forze dell'ordine; consegnò anche i codici segreti agli scrittori del radiodramma The Adventures of Superman, con conseguenti episodi in cui Superman affronta il Klan. Kennedy ne dissolse la mistica e ne banalizzò i rituali e le parole in codice, e questo contribuì alla diminuzione del numero di aderenti. Negli anni 1950 Kennedy scrisse un libro sulle sue esperienze nel KKK, The Klan Unmasked, che ebbe grande successo e danneggiò ulteriormente il Klan..
La seguente tabella mostra la variazione della stima del numero di iscritti del Klan nel corso del decennio 1920-30 (gli anni indicati rappresentano periodi di tempo approssimativi).
| Anno | Affiliati | Affiliati |
| ---- | --------- | --------- |
| 1920 | 4 000 000 | [ 142 ]   |
| 1924 | 6 000 000 |           |
| 1930 | 30 000    |           |

### Storiografia del secondo Klan
La storiografia del secondo Klan degli anni 1920 è cambiata nel tempo. I resoconti iniziali si basarono sulle fonti più accessibili di quel periodo ma a partire dalla fine del XX secolo, resoconti alternativi sono state scritti a partire da documenti e da analisi dei membri delle sezioni locali.

#### Interpretazioni antimoderne
Il KKK fu sempre una società segreta; a parte alcuni alti dirigenti, la maggior parte dei membri non è mai stata identificata ed indossava sempre maschere in pubblico. I ricercatori degli anni 1920 usarono ciò che era pubblico del Klan, i casi giudiziari, le confessioni di ex appartenenti pentiti, gli articoli giornalistici e supposizioni per descrivere ciò che il Klan stava facendo. Quasi tutti i principali quotidiani e riviste nazionali erano ostili al KKK. Lo storico dell'università dell'Indiana Thomas R. Pegram afferma che i resoconti pubblicati amplificavano il punto di vista ufficiale della leadership del Klan e ripetevano le posizioni dei giornali ostili e degli avversari del Klan. Non esiste quasi alcuna prova risalente a quel tempo sul comportamento e sulle convinzioni dei singoli affiliati. Secondo Pegram la conseguente interpretazione popolare e storiografica del Klan, dagli anni venti alla metà del XX secolo, sottolineava le sue radici meridionali e le azioni violente a tutela dell'ordine nel tentativo di bloccare la modernità. Gli studiosi lo hanno confrontato con il fascismo, che proprio negli anni 1920 crebbe come movimento in Europa. Negli anni precedenti alla seconda guerra mondiale il German-American Bund, un'organizzazione di tedeschi americani simpatizzante della Germania nazista tenne un convegno pubblico con il Klan a "Camp Nordland" nel New Jersey il 18 agosto 1940; la manifestazione venne organizzata da Alton Milford Young e Arthur Hornbui Bell. Il Camp era una struttura turistica di proprietà statale ma gestita autonomamente dal Bund tra il 1937 e il 1941. Amann sostiene che "senza dubbio il Klan aveva alcuni tratti in comune con il fascismo europeo - lo sciovinismo, il razzismo, la mistica della violenza, l'affermazione di un certo tipo di tradizionalismo arcaico - eppure aveva differenze fondamentali...[Il KKK] non previde mai di rovesciare il sistema politico o quello economico."
Pegram scrive: "il movimento del Klan ha rappresentato un rigetto irrazionale della modernità da parte di bigotti ignoranti ed economicamente marginali, fanatici religiosi e falliti sociali disposti ad essere manipolati da capi cinici e mendaci del Klan. Fu in questa prospettiva un movimento di preti di campagna e di malcontenti di piccole città che non erano al passo con il dinamismo dell'urbanizzazione del XX secolo".

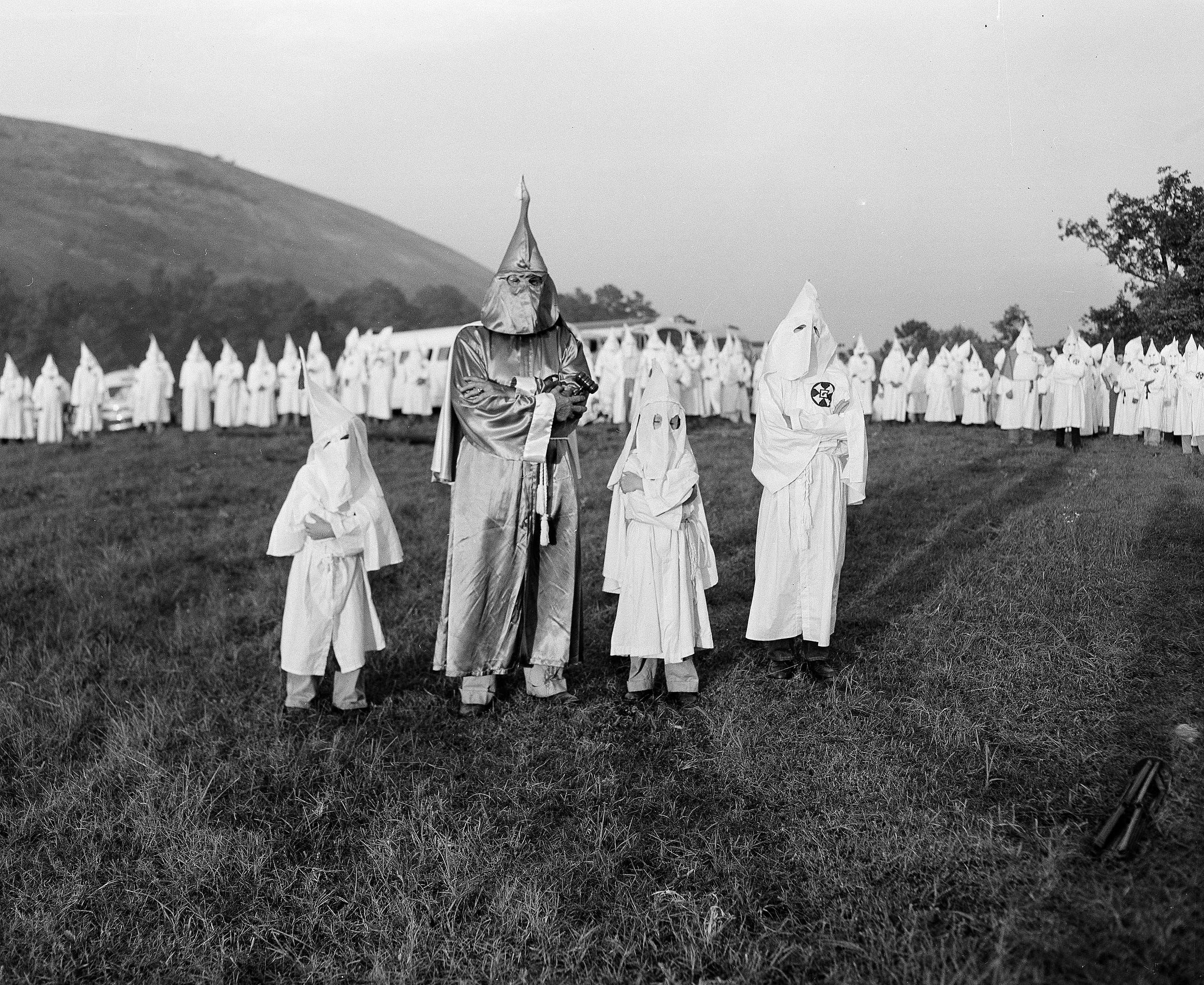
Bambini con tuniche e cappucci accompagnano il dottor Samuel Green, "Grand Dragon" del Klan, a Stone Mountain il 24 luglio 1948.

### Nuove interpretazioni di storia sociale
La rivoluzione costituita dalla storia sociale, nell'ambito della ricerca storiografica degli anni sessanta, esplora la storia dal basso verso l'alto. Riguardo al Klan sviluppò prove basate sulle caratteristiche, sulle credenze e sul comportamento dell'aderente tipo, oltre che sulle solite fonti prodotte dalle élite. Gli storici trovarono elenchi di affiliati e verbali delle riunioni locali di sezioni del KKK sparse in tutto il paese. Giunsero alla conclusione che l'interpretazione originale era in gran parte non corretta circa l'appartenenza e le attività; gli affiliati non erano anti-moderni, rurali o rustici: il Klan era invece composto da infervorati di ceto medio e da attivisti della comunità cittadina abbastanza istruiti. Metà dei membri viveva nelle città industriali a più rapida crescita economica del periodo: Chicago, Detroit, Filadelfia, Indianapolis, Denver e Portland erano forti basi del Klan durante gli anni 1920.
Gli studi sviluppati nell'ambito della storia sociale trovano che, nella sua generalità, l'adesione al KKK in questi grandi centri urbani proveniva dalle classi sociali più stabili e di successo del ceto medio, con pochi membri provenienti dalle élite o dalla classe operaia. Pegram, riesaminandone gli studi, conclude che "il Klan popolare degli anni 1920, sebbene vario al suo interno, era più come un'espressione civile dei valori sociali dei protestanti bianchi anziché un gruppo repressivo basato sull'odio".

### Indiana e Alabama
In Indiana gli storici tradizionali si concentrarono sui dirigenti più noti, in particolare su David Curtiss "Steve" Stephenson ("Gran Dragone" del Klan dell'Indiana) la cui condanna per sequestro di persona, violenza sessuale e omicidio di Madge Oberholtzer - un'insegnante di 26 anni - contribuì a distruggere il movimento a livello nazionale. Nel suo resoconto del 1967 Kenneth Jackson già descriveva il Klan degli anni 1920 come legato alle città e all'urbanizzazione, con sezioni che agivano spesso come una sorta di confraternita che aiutava i nuovi arrivati in città.
Lo storico sociale Leonard Moore ha intitolato la sua monografia del 1997 "Cittadini del Klan" (Citizen Klansmen) ed ha contrapposto l'intollerante retorica della dirigenza con le azioni della maggior parte dei membri. Il Klan era costituito da bianchi protestanti e ben inseriti che temevano il cambiamento sociale rappresentato dai nuovi immigrati europei e dai migranti interni afroamericani, che arrivavano al Nord. Erano estremamente sospettosi nei riguardi dei cattolici, degli ebrei e dei neri, che credevano sovvertissero le norme morali protestanti; la violenza era rara in molte sezioni. Nell'Indiana i membri del KKK indirizzarono le loro minacce e l'azione di boicottaggio economico principalmente contro altri protestanti bianchi, responsabili ai loro occhi di trasgredire le norme morali della comunità, come l'adulterio, la violenza domestica, il gioco d'azzardo e l'alcolismo. Più di un terzo dei bianchi protestanti dell'Indiana vi aderì rendendolo, afferma Moore "una specie di gruppo di tutela d'interessi per i protestanti bianchi medi che credevano che i loro valori dovessero essere dominanti nella loro comunità e nello Stato".
Moore dice che vi entrarono "poiché rappresentava il mezzo meglio organizzato per resistere alle forze sociali ed economiche che avevano trasformato la vita della comunità, sconvolto i valori tradizionali e fatto sentire i cittadini più isolati l'uno dall'altro e più impotenti nei loro rapporti con le principali istituzioni che governavano la loro vita".
Le città industriali dell'Indiana del Nord avevano attirato un gran numero d'immigrati europei cattolici. Essi istituirono l'Università di Notre Dame, un importante college cattolico nei pressi di South Bend (Indiana). Nel maggio del 1934, quando il KKK prevedeva di tenere una riunione regionale in città, gli studenti universitari bloccarono i Klansmen e rubarono i loro stemmi; il giorno dopo questi contrattaccarono; infine il preside e l'allenatore di football americano Knute Kenneth Rockne costrinsero gli studenti a rimanere all'interno del campus per evitare ulteriori violenze.
In Alabama alcuni giovani attivisti bianchi urbani aderirono al KKK per contrastare la vecchia guardia al potere. Hugo Black ne rimase membro per lungo tempo. Ma il Klan nelle aree rurali continuò ad operare per imporre le leggi Jim Crow; i suoi membri fecero ricorso più spesso alla violenza contro gli afroamericani per violazioni dell'ordine sociale imposto dall'ideologia suprematista bianca.
Il terrorismo razziale è stato utilizzato nelle città più piccole per distruggere l'attività politica dei neri; Elbert Williams, segretario di 32 anni della National Association for the Advancement of Colored People a Brownsville (Tennessee) fu linciato nel 1940 per aver cercato di organizzare i residenti neri nella registrazione alle liste elettorali. Quello stesso anno Jesse Thornton di Luverne (Alabama) fu linciato per aver mancato di rispetto ad un funzionario di polizia non avendo usato la parola "Mister".

## Ultimo KKK: 1946-presente
Il nome Ku Klux Klan venne utilizzato da numerosi gruppi locali indipendenti che si opposero al movimento per i diritti civili degli afroamericani e alla desegregazione, soprattutto negli anni cinquanta e sessanta. Durante questo periodo spesso instaurarono alleanze con gli stessi dipartimenti di polizia del Sud o addirittura con responsabili di governo come George Wallace in Alabama.
Diversi membri di tali gruppi vennero condannati per omicidio nei casi dell'assassinio degli attivisti per i diritti civili del Mississippi (1964) e dell'attentato alla chiesa battista della 16ª strada avvenuto a Birmingham (Alabama) l'anno precedente.
Nel 2010 i ricercatori stivano in almeno 150 i gruppi terroristici che si rifacevano al KKK, con più di 5.000 membri a livello nazionale. Molte fonti classificano il Klan come "organizzazione sovversiva con intenti terroristici". Nell'aprile del 1997 gli agenti dell'FBI hanno arrestato 4 membri a Dallas per cospirazione, rapina a mano armata e tentativo di far saltare in aria un impianto di trasformazione del gas naturale. Nel 1999 il consiglio comunale di Charleston (Carolina del Sud) ha approvato una mozione che dichiara il Klan un'organizzazione terroristica. Nel 2004 un professore dell'università di Louisville ha dato il via ad una campagna per far dichiarare il Klan come organizzazione terroristica e poterlo quindi proibire nel campus.

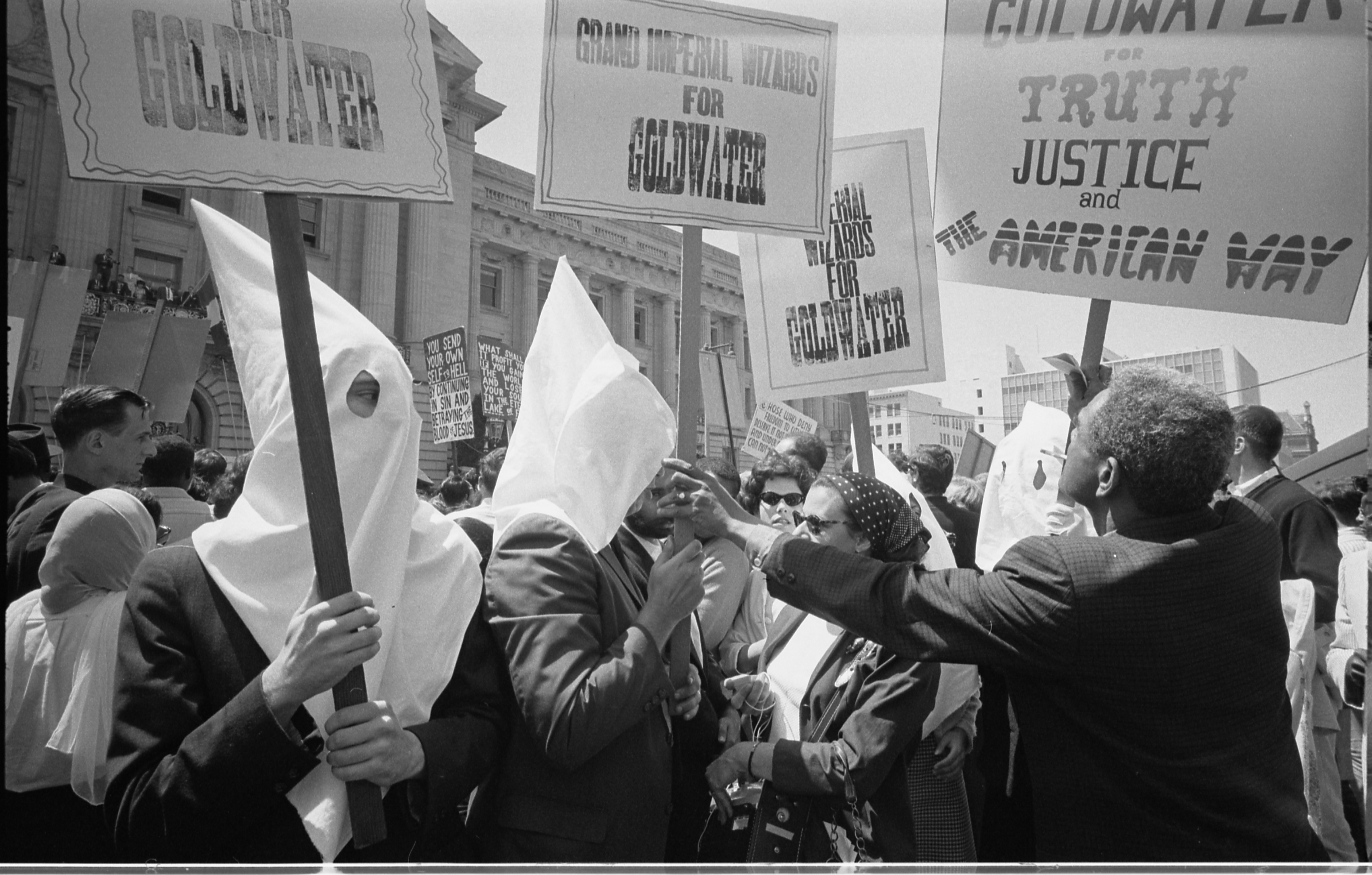
Gli incappucciati che sostengono la candidatura di Barry Goldwater per la nomina presidenziale alla convention nazionale repubblicana del 1964.

### Anni 1940-60: dopoguerra e opposizione ai diritti civili
Dopo il declino dell'organizzazione nazionale piccoli gruppi indipendenti adottarono per sé il nome Ku Klux Klan, insieme alle sue variazioni. Non avevano nessuna connessione formale col secondo Klan, fatta eccezione per il fatto che utilizzavano la sua stessa terminologia e costumi. A partire dagli anni cinquanta ad esempio le singole associazioni di Birmingham (Alabama) cominciarono a resistere agli inevitabili cambiamenti sociali e agli sforzi attuati dagli afroamericani per migliorare le proprie condizioni di vita, compiendo attentati dinamitardi contro le abitazioni dei neri arrivati in nuovi quartieri. I bianchi lavoravano per lo più nell'industria mineraria e dell'acciaio, con un pieno accesso a questi materiali. Vi furono talmente tanti bombardamenti di case di neri a Birmingham da parte dei gruppi del Klan negli anni cinquanta che il soprannome della città divenne "Bombingham".
Secondo una relazione del "Southern Regional Council" di Atlanta le case di 40 famiglie meridionali nere subirono attentati dinamitardi nel biennio 1951-52. L'attivismo da parte di questi gruppi indipendenti aumentò in reazione al movimento per i diritti civili degli afroamericani, a cui i gruppi autonomi del Klan si opposero violentemente.
Durante il mandato di Bull Connor come commissario di polizia di Birmingham i gruppi terroristici erano strettamente collegati alle forze dell'ordine e operarono impunemente. Quando i Freedom Riders giunsero in città nel 1961, Connor lasciò ai membri del Klan quindici minuti per assalirli prima di mandare la polizia a reprimere l'attacco; dopo che le autorità locali e statali si mostrarono incapaci di proteggere gli attivisti per i diritti civili, il governo federale cominciò a occuparsene direttamente. In Stati come l'Alabama e il Mississippi i membri del Klan forgiarono alleanze con le giunte dei governatori. I gruppi KKK continuarono a lanciare bombe nelle case degli attivisti. In alcuni casi usavano l'aggressione fisica, l'intimidazione e l'assassinio direttamente contro singoli individui. La privazione sostanziale dei diritti civili dei neri nel Sud significò che la maggior parte di loro non poteva far parte delle giurie popolari che, totalmente composte da bianchi, continuarono ad emanare verdetti palesemente discriminatori.
Alcune delle vittime furono attivisti sociali la cui opera li esponeva al pericolo, ma per la maggior parte furono persone che rifiutarono di sottomettersi davanti al razzismo; alcuni furono anche semplici spettatori estranei. Tra i più famosi omicidi perpetrati dai membri del Klan negli anni cinquanta e sessanta ci sono:
- Il lancio di bombe della vigilia di Natale 1951 della sede della National Association for the Advancement of Colored People (NAACP), che causò la morte di Harry Tyson Moore e sua moglie Harriette Vyda Simms Moore avvenuta a Mims in Florida[173].
- L'omicidio di Willie Edwards del 1957; i Klansmen lo costrinsero a saltare da un ponte nel fiume Alabama[174].
- L'assassinio del 1963 dell'organizzatore NAACP Medgar Evers nel Mississippi. Nel 1994 l'ex membro del Ku Klux Klan Byron De La Beckwith fu condannato.
- L'attentato alla chiesa battista della 16ª strada avvenuto nel settembre 1963 a Birmingham (Alabama), che uccise quattro ragazze afroamericane e ferito altre 22 persone. I responsabili furono i membri del Klan Robert Edward Chambliss, condannato nel 1977, Thomas Edwin Blanton Jr. e Bobby Frank Cherry, condannati rispettivamente nel 2001 e nel 2002. Il quarto sospetto, Herman Frank Cash, morì prima di essere processato.

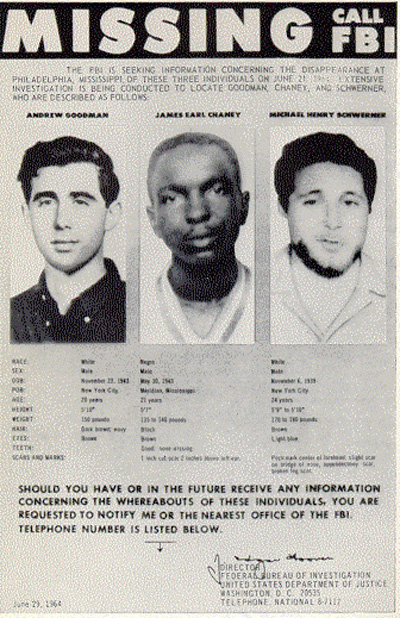
Assassinio degli attivisti per i diritti civili del Mississippi, le tre vittime.

- L'assassinio di Chaney, Goodman e Schwerner, tre attivisti dei diritti civili. Nel giugno del 2005 il membro del Klan Edgar Ray Killen fu condannato per omicidio preterintenzionale plurimo[175].
- L'omicidio del 1964 di due adolescenti neri, Henry Hezekiah Dee e Charles Eddie Moore nel Mississippi. Nell'agosto del 2007, sulla base della confessione del membro del Klan Charles Marcus Edwards, James Ford Seale fu condannato a tre ergastoli. Seale era un ex poliziotto del Mississippi nonché assistente personale dello sceriffo[176].
- L'omicidio di Viola Liuzzo del 1965. Era una madre di cinque figli residente a Detroit ma di origini meridionali, ed era in Alabama per partecipare a una marcia sui diritti civili. Al momento del suo omicidio Liuzzo stava trasportando degli attivisti che partecipavano alle marce da Selma a Montgomery.
- La morte del leader NAACP Vernon Ferdinand Dahmer Sr. di 58 anni, colpito da una bomba incendiaria nel Mississippi del 1966. Nel 1998 l'ex "mago" del Ku Klux Klan Samuel Holloway Bowers fu condannato per l'omicidio e condannato alla prigione a vita. Due altri membri del Klan erano accusati insieme a Bowers, ma uno morì prima del processo, mentre l'altra accusa fu archiviata.
- Nel luglio 1966 a Bogalusa in Louisiana, una roccaforte del Klan, Clarence Triggs fu trovato assassinato[177].
- Gli attentati multipli del 1967 a Jackson (Mississippi) contro la residenza di un attivista metodista, Robert Kochtitzky, e contro la sinagoga e la residenza del rabbino Perry Nussbaum. Furono compiuti dal membro del Klan Thomas Albert Tarrants III, condannato nel 1968. Un altro lancio di bombe da parte del Klan fu sventato a Meridian (Mississippi) in quello stesso anno[178]

#### Resistenza
Si verificò una notevole resistenza al Klan da parte degli afroamericani e i loro alleati bianchi. Nel 1953 gli editori di giornali Walter Horace Carter di Tabor City (Carolina del Nord), che aveva condotto una campagna di stampa durata tre anni, e Willard Cole di Whiteville (Carolina del Nord) condivisero il premio Pulitzer per il miglior giornalismo di pubblico servizio con la motivazione: "la loro vincente campagna d'informazione contro il Ku Klux Klan, condotta nel loro ambiente con il rischio di perdita economica e di pericolo personale, culminata con l'incarcerazione di oltre cento uomini del Klan e la fine del terrorismo nelle loro comunità". In un episodio avvenuto nel 1958 nella Carolina del Nord il Klan incendiò due croci nel giardino dell'abitazione di due nativi americani Lumbee perché avevano rapporti con i bianchi, minacciando ulteriori azioni. Quando il KKK tenne un'adunata notturna nelle vicinanze, gli uomini del Klan furono circondati da centinaia di Lumbee armati; furono sparati alcuni colpi e il Klan batté in ritirata in quella poi nota come la "battaglia di Hayes Pond".
Mentre l'FBI aveva pagato informatori all'interno del Klan, ad esempio a Birmingham (Alabama) nei primi anni sessanta, le sue relazioni con le forze dell'ordine locali e il Klan stesso erano spesso ambigui. J. Edgar Hoover appariva più preoccupato dei legami comunisti con gli attivisti dei diritti civili che di controllare gli eccessi compiuti dal Klan nei confronti di semplici cittadini. Nel 1964 il programma di controspionaggio COINTELPRO dell'FBI diede il via a tentativi d'infiltrazione e disturbo dei gruppi di militanti per i diritti civili.
Poiché le decisioni emesse dalla Corte suprema nel corso del XX secolo hanno esteso la protezione federale dei diritti civili dei cittadini, il governo rilanciò le leggi dell'Era della ricostruzione sul tema. I procuratori federali sfruttarono tali leggi come base per le indagini e le accuse negli omicidi di Chaney, Goodman e Schwerner del 1964 e nell'omicidio di Viola Liuzzo del 1965. Esse furono anche la base per l'accusa nel 1991 nella causa "Bray contro la clinica femminile di Alexandria".
Nel 1965 la Commissione per le attività antiamericane avviò un'indagine sul Klan, mettendo in luce davanti all'opinione pubblica le sue principali organizzazioni, i finanziamenti, i metodi e le divisioni interne.

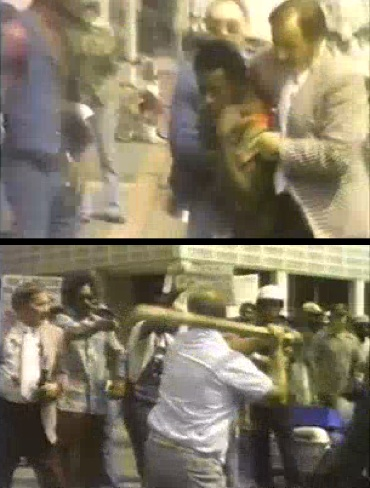
Violenze di strada scatenatesi durante una marcia del Klan a Mobile (Alabama) nel 1977.

### Anni 1970-presente
Dopo l'approvazione di leggi federali che vietano la segregazione legale e autorizzano l'applicazione della protezione dei diritti di voto, gruppi di KKK cominciarono ad opporsi ai trasporti scolastici istituiti dietro ingiunzione dei tribunali con l'intento di desegregare le scuole, all'azione positiva e alla maggiore immigrazione autorizzata negli anni 1960. Nel 1971 i membri del KKK usarono bombe per distruggere dieci autobus scolastici a Pontiac (Michigan). Nel 1975 esistevano gruppi KKK nella maggior parte dei campus universitari della Louisiana, nell'Università Vanderbilt a Nashville, nell'università della Georgia, nell'università del Mississippi, nell'università di Akron e nell'University of Southern California.

#### Massacro dei manifestanti del Partito dei lavoratori comunista
Il 3 novembre del 1979 cinque attivisti comunisti furono uccisi dal KKK e da membri del Partito Nazista Americano a Greensboro (Carolina del Nord) in quello che è conosciuto come "massacro di Greensboro". Il Partito Comunista dei Lavoratori aveva appoggiato una manifestazione contro il Klan nel tentativo di dare un'organizzazione ai lavoratori industriali della zona, prevalentemente neri. Membri del Klan arrivarono con armi piazzate nei bagagliai delle loro auto e spararono sui partecipanti al corteo delle manifestazione.

#### Infiltrazione di Jerry Thompson
Il giornalista investigativo Jerry Thompson si infiltrò nel KKK nel 1979 e riferì che l'azione svolta dal COINTELPRO per destabilizzare il KKK avevano ottenuto ottimi risultati. Le fazioni rivali del KKK si accusavano mutualmente di essere informatori dell'FBI. Si venne a sapere che William Wilkinson, del gruppo "Invisible Empire, Knights of the Ku Klux Klan" era stato pagato per aver lavorato al servizio dell'FBI.
Thompson riferì inoltre che i dirigenti del KKK mostravano grande preoccupazione per una serie di cause civili depositate dal Southern Poverty Law Center, un'associazione di difesa dei diritti civili, in cui venivano chiesti risarcimenti per milioni di dollari. Le cause erano state intentate dopo che i membri del KKK spararono ad un gruppo di afroamericani. I Klansmen ridussero pertanto le proprie attività per risparmiare denaro in vista delle vertenze legali. Il KKK adì a sua volta le vie legali per impedire la pubblicazione di un'edizione economica del libro di Thompson, ma l'istanza fu respinta.

#### Sparatoria in Tennessee
Nel 1980 tre membri del KKK spararono a quattro donne anziane nere (Viola Ellison, Lela Evans, Opal Jackson e Katherine Johnson) a Chattanooga dopo un'adunata d'iniziazione. Una quinta donna, Fannie Crumsey, fu ferita da una scheggia di vetro nel corso dello stesso episodio. I tre KKK furono accusati di tentato omicidio aggravato; due di loro - Bill Church e Larry Payne - furono poi assolti da una giuria totalmente bianca. Il terzo incriminato, Marshall Thrash, fu condannato dalla stessa giuria a nove mesi di carcere e al pagamento di una piccola multa: fu rilasciato dopo tre mesi. Nel 1982 una giuria assegnò alle cinque donne 535.000 dollari in quanto parti danneggiate in un processo civile.

#### Linciaggio di Michael Donald
Quando Michael Donald fu linciato nel 1981 a Mobile (Alabama), l'FBI investigò sul caso. Due membri del Klan locale furono condannati per omicidio, uno di loro, Henry Francis Hays, alla pena di morte. Dopo che i suoi ricorsi in appello furono tutti respinti, Hays fu ucciso tramite sedia elettrica il 6 giugno 1997: era la prima volta dal 1913 che un uomo bianco veniva giustiziato in Alabama per un crimine perpetrato contro un afroamericano.
Con il supporto dell'avvocato Morris Seligman Dees del Southern Poverty Law Center e del senatore statale Michael A. Figures la madre di Donald, Beulah Mae, citò in giudizio il KKK al tribunale civile dello Stato; il processo contro l'"United Klans of America" si tenne nel febbraio del 1987. La giuria, totalmente bianca, giudicò che il Klan era direttamente responsabile della morte di Donald e gli ingiunse di pagare 7 milioni di dollari di danni; ma il Klan non aveva fondi sufficienti e fu pertanto costretto a mettere in vendita la sua sede centrale a Tuscaloosa.

#### Alleanze neonaziste e Stormfront
Nel 1995 Don Black e Chloê Hardin, ex-moglie del "Gran Mago" KKK David Duke, aprirono un piccolo bulletin board system battezzato Stormfront. Nel XXI secolo divenne un importante forum internet per il nazionalismo bianco, il neonazismo, l'incitamento all'odio, il razzismo e l'antisemitismo.
Duke ha un account su Stormfront che usa per pubblicare articoli dal proprio sito web. Invita inoltre i membri del forum ad esprimere opinioni e richieste, in particolare durante le trasmissioni video via internet. Duke lavorò con Blake in numerosi progetti tra cui l'"Operazione Red Dog" del 1981, un tentativo di incursione a Dominica per compiervi un colpo di Stato.

#### Sviluppi attuali
Il moderno KKK non è una sola organizzazione; piuttosto è composto da piccole sezioni indipendenti. Secondo un rapporto dell'Anti-Defamation League nel 1999, il numero di aderenti stimato era allora di "non più di poche migliaia, organizzate in un centinaio di unità". Nel 2017 il Southern Poverty Law Center, che studia i gruppi estremisti, stimò che vi erano "almeno 29 gruppi separati e rivali, in competizione tra di loro nella recluta di aderenti, ricavi, attenzione da parte dei media e il titolo di autentico erede del Ku Klux Klan. La formazione di sezioni indipendenti ha reso più difficile l'infiltrazione nel KKK e i ricercatori hanno difficoltà a stimare con precisione il loro numero effettivo. Gli analisti ritengono che circa due terzi dei membri si concentrano negli Stati Uniti meridionali, e la maggior parte del rimanente terzo si trova principalmente negli Stati Uniti d'America medio-occidentali più a Sud.
Da tempo il numero di aderenti del Klan diminuisce costantemente; questo declino è stato attribuito alla scarsa competenza da parte del KKK nell'utilizzo di Internet, alla loro storia violenta, alla proliferazione di gruppi istigatori d'odio concorrenti e alla diminuzione di giovani attivisti razzisti disposti ad entrare in tali gruppi.
Secondo un'analisi del 2016 per conto del Southern Poverty Law Center i gruppi fomentatori di odio erano in generale in aumento negli Stati Uniti d'America; nello stesso anno l'Anti-Defamation League ha pubblicato una relazione che concludeva: "nonostante una persistente capacità di attrarre l'attenzione dei media, i gruppi organizzati del Ku Klux Klan stanno in realtà continuando una tendenza di lungo termine al declino. Rimangono un insieme di gruppi quasi sempre piccoli e sconosciuti che continuano a cambiare nome e dirigenza".
Nel 2015 tuttavia il numero delle sezioni aumentò da 72 a 190. Il SPLC pubblicò una relazione simile che affermava "ci sono stati notevoli incrementi di Klan così come di gruppi del separatismo nero".
Le recenti campagne di reclutamento al KKK hanno fatto leva sulle ansie delle persone riguardo all'immigrazione illegale, alla criminalità urbana, all'unione civile e al matrimonio tra persone dello stesso sesso.
Molti gruppi KKK hanno formato forti alleanze con altri gruppi suprematisti, come ad esempio i neonazisti. Altri gruppi sono diventati sempre più simili ai nazisti, adottando l'abbigliamento e gli emblemi dei naziskin. L'American Civil Liberties Union ha fornito sostegno legale a varie fazioni del Klan in difesa dei loro diritti di tenere manifestazioni pubbliche, sfilate e marce sulla base del primo emendamento, nonché al loro diritto di candidare loro rappresentanti a cariche politiche.

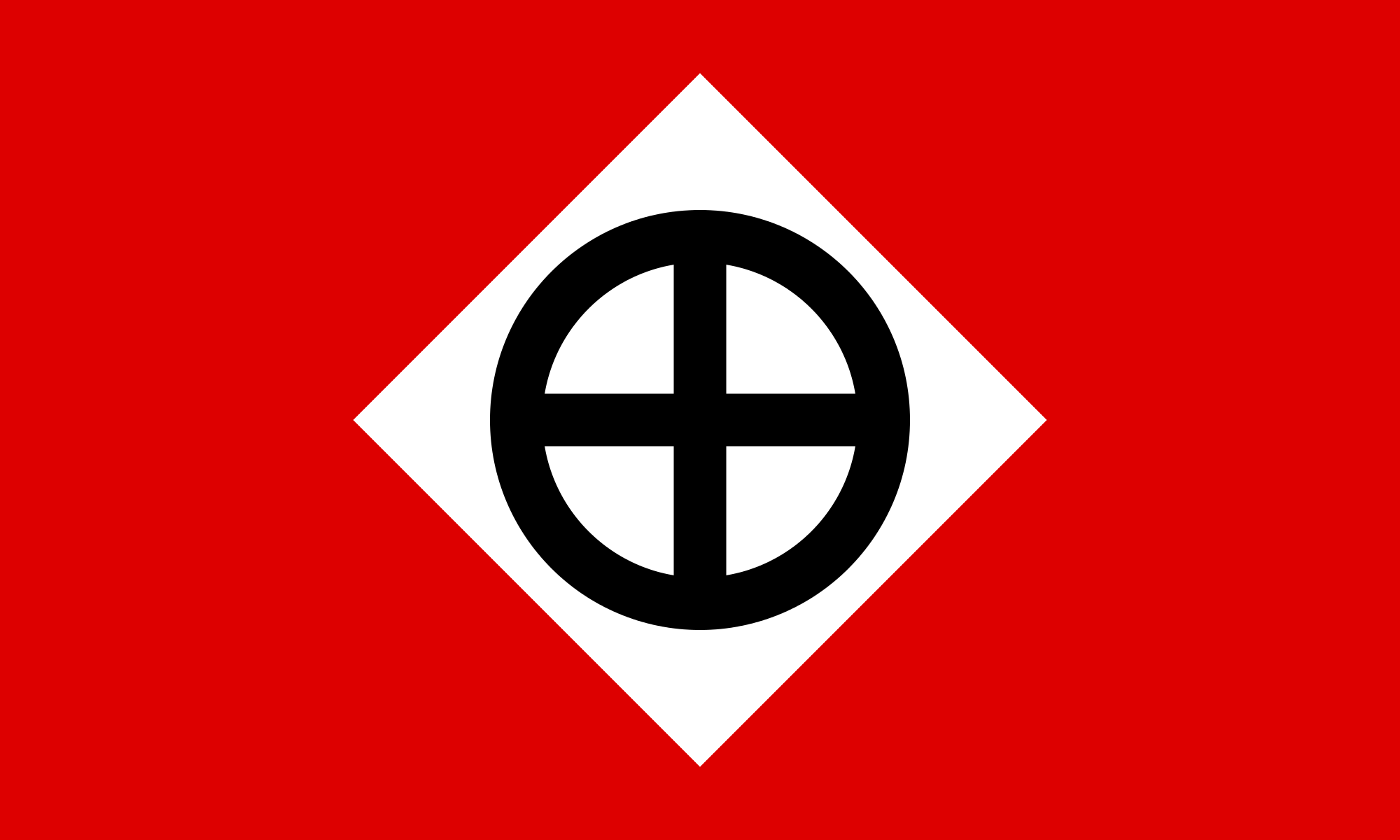
La bandiera del "Partito dei Cavalieri", ramo politico dei "Cavalieri del Ku Klux Klan".

## Il Klan fuori dagli Stati Uniti
A parte Ku Klux Klan in Canada, sono stati diversi tentativi di organizzare sezioni KKK fuori dagli Stati Uniti.
In Australia, alla fine degli anni novanta, l'ex membro del One Nation Peter Coleman creò sezioni in tutto il paese e negli ultimi anni il KKK ha tentato di infiltrarsi nelle istituzioni politiche come l'Australia First Party.
È stata segnalata attività di reclutamento del KKK anche nel Regno Unito, risalente agli anni sessanta quando Robert Relf era coinvolto nella creazione di un KKK britannico.
In Germania un gruppo che fa riferimento al KKK, i Cavalieri bianchi europei del Ku Klux Klan, si è organizzato ha ottenuto notorietà nel 2012 quando è stato ampiamente riportato nei media tedeschi che a due agenti di polizia, scoperti a far parte di tale gruppo, fu concesso di rimanere in servizio.
Un gruppo di KKK è stato creato anche nelle isole Figi negli inizi del 1870 da coloni bianchi statunitensi, ma fu rapidamente reso inoperante dagli inglesi i quali, nonostante non fossero ancora i governanti ufficiali, avevano svolto un ruolo di primo piano nella creazione di una nuova monarchia costituzionale, minacciata dal Klan delle Figi.
A San Paolo (Brasile) il sito di un gruppo chiamato "Klan Imperiali del Brasile" fu disattivato nel 2003 e il suo leader arrestato.

### Storiografia
- Eagles, Charles W. "Urban‐Rural Conflict in the 1920s: A Historiographical Assessment." Historian (1986) 49#1 pp: 26-48.
- Horowitz, David A. "The Normality of Extremism: The Ku Klux Klan Revisited." Society (1998) 35#6 pp: 71-77.
- Lay, Shawn, ed. The invisible empire in the west: Toward a new historical appraisal of the Ku Klux Klan of the 1920s (2nd ed. University of Illinois Press, 2004)
- Lewis, Michael, and Jacqueline Serbu. "Kommemorating the Ku Klux Klan." Sociological Quarterly (1999) 40#1: 139-158. Deals with the memory of the KKK in Pulaski, Tennessee. Online Archiviato il 3 agosto 2020 in Internet Archive.
- Moore, Leonard J. "Historical Interpretations of 1920s Klan: The Traditional View and the Populist Revision" Journal of Social History (1990) 24#2 pp 341–357. in JSTOR
- Sneed, Edgar P. "A Historiography of Reconstruction in Texas: Some Myths and Problems." Southwestern Historical Quarterly (1969): 435-448. in JSTOR